# Busverkehr in Graz

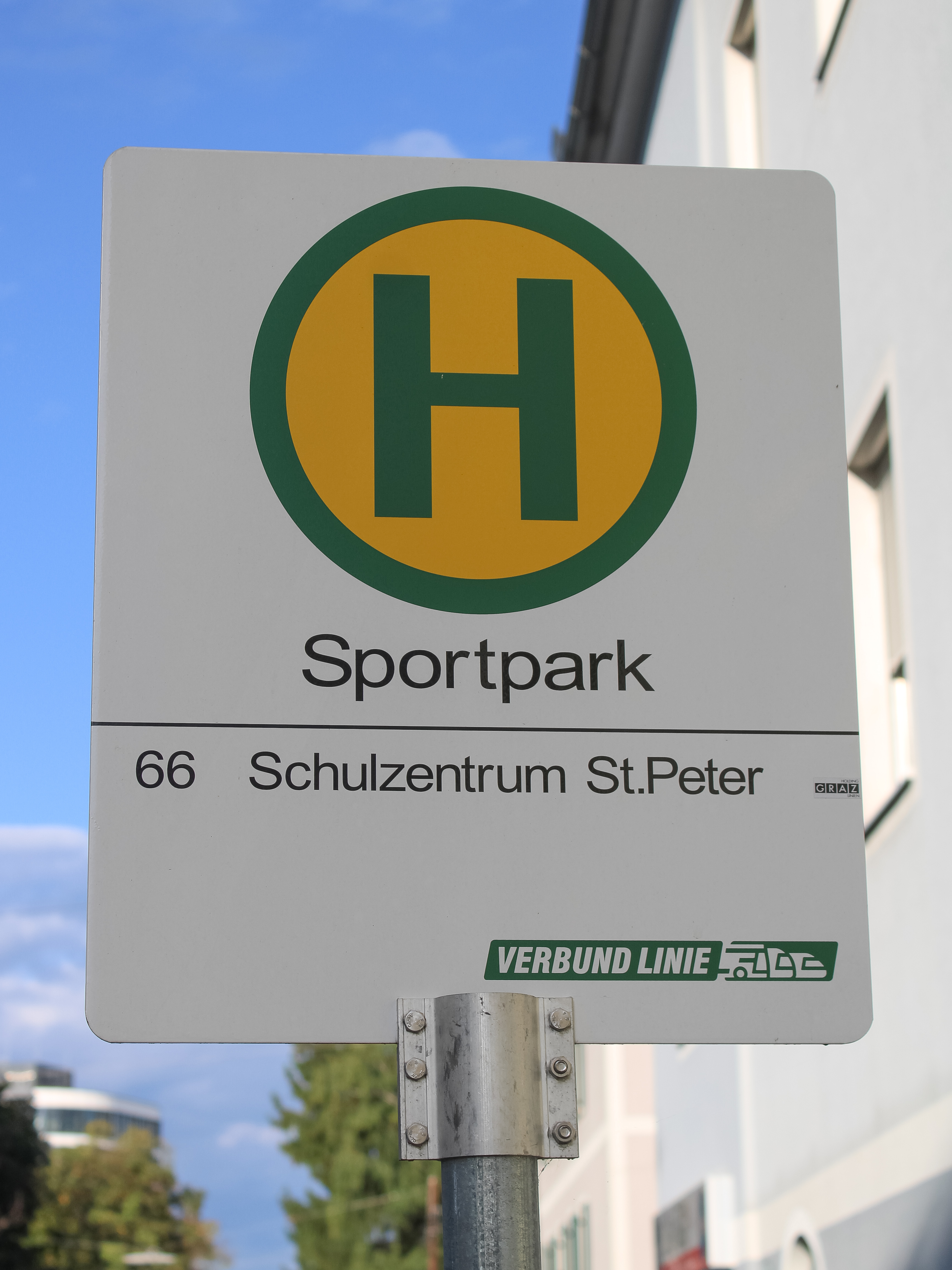
Haltestellenschild einer Bushaltestelle in Graz

Der Busverkehr in Graz wird größtenteils von den Graz Linien betrieben. Vertreten sind im Stadtverkehr unter anderem auch die Unternehmen Grünerbus, Weiss, Dr. Richard (vormals Watzke), Gersin und die ÖBB-Tochter Postbus.
Der Stadtbusverkehr in Graz umfasst 48 Linien sowie etwa 220 Stadtbusse von verschiedenen Firmen.
Der Busverkehr in Graz gehört zur Verbundlinie, dem Verkehrsverbund in der Steiermark.

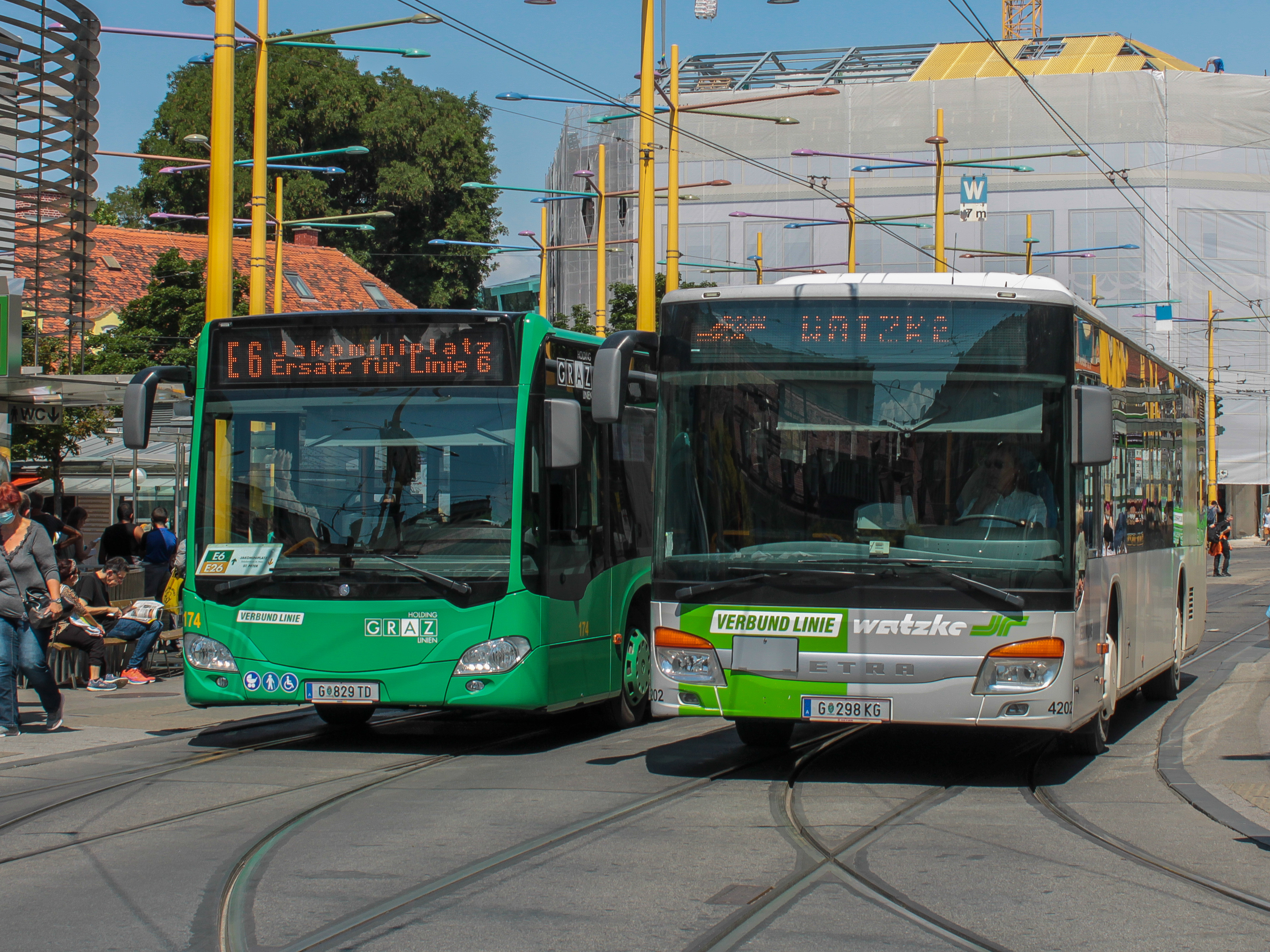
Busse der Graz Linien und Watzke (heute: Dr. Richard)

## Geschichte

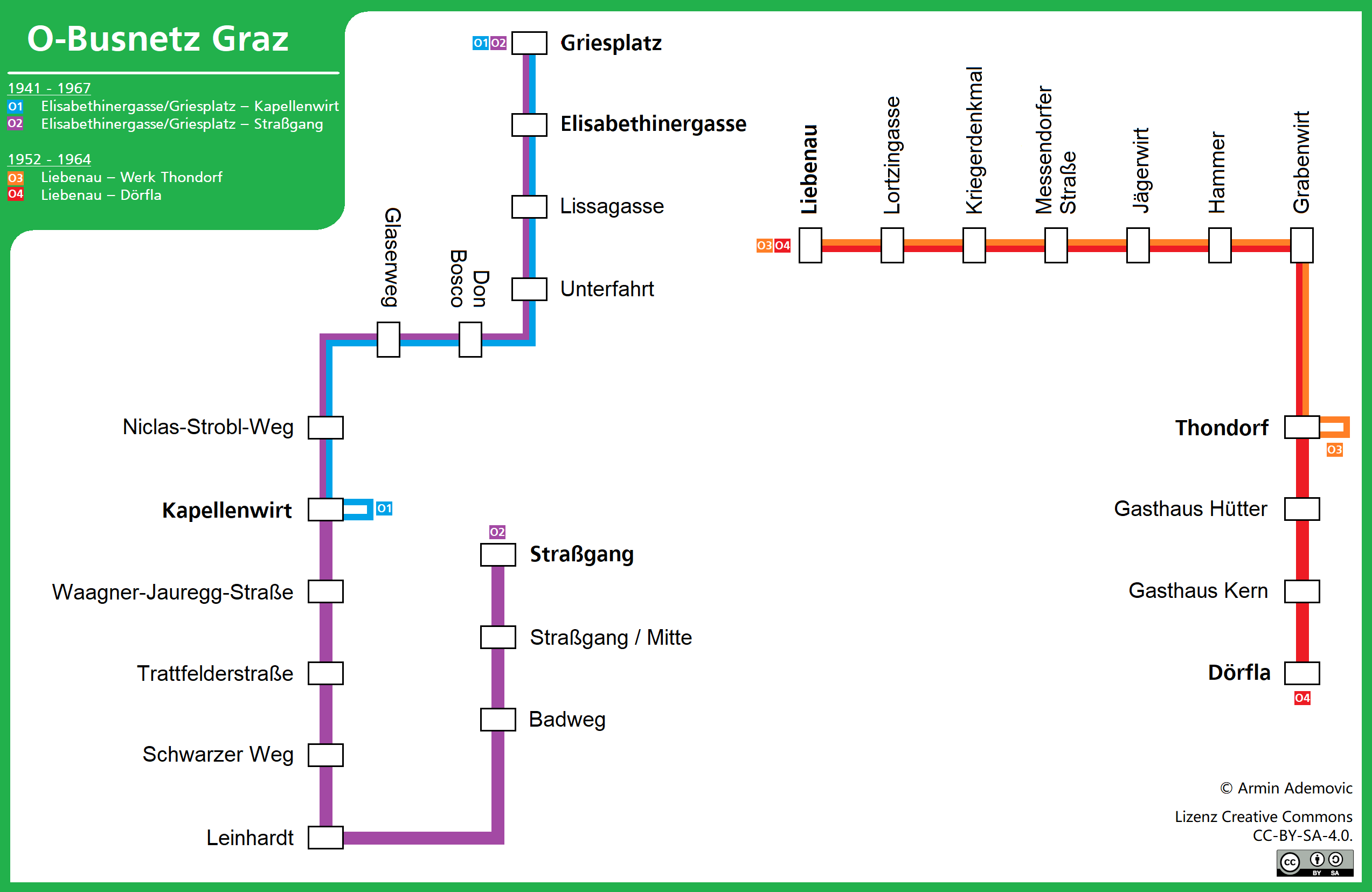
Ehemalige O-Bus-Linien in Graz

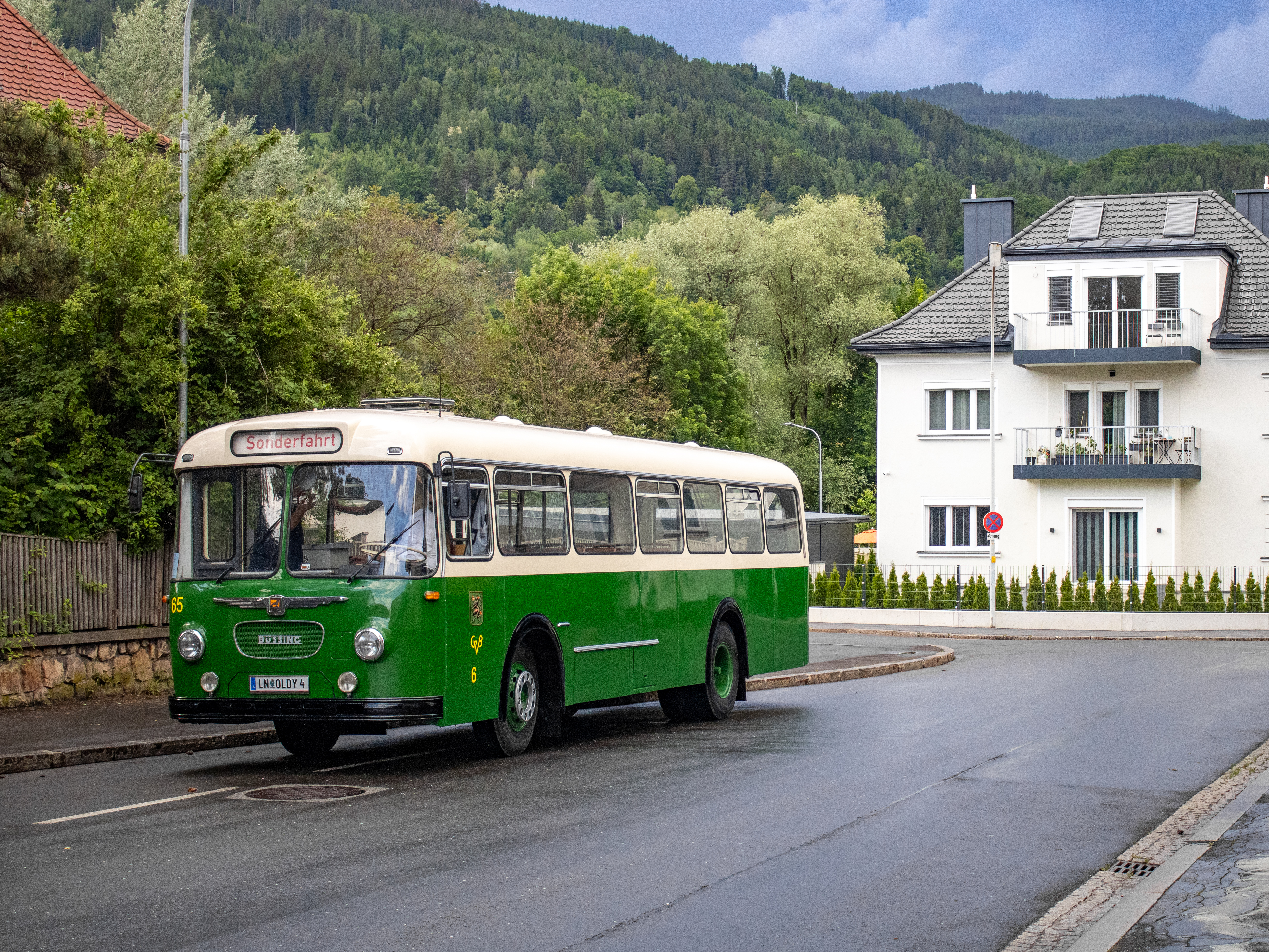
Alter Büssing der GVB; erhalten als Oldtimer beim Busunternehmen Zottler

Im Jahr 1918 wurde Matzer Autobus durch Josef Matzer gegründet. Es ist das älteste, private Busunternehmen der Steiermark und das älteste Linienbusunternehmen in Graz. Das Unternehmen betreibt heute nur wenige Regiobuslinien.
Im Jahr 1928 nahmen in Graz die heutigen Graz Linien den Betrieb auf.
1941 und 1952 gingen in Graz zwei bzw. vier O-Bus-Linien in Betrieb. Die Linien O1 und O2 gab es von 1941 bis 1967 und verbanden die Elisabethinergasse/Griesplatz mit Straßgang bzw. Kapellenwirt. 1952 bis 1964 wurden die O-Bus-Linien O3 und O4 betrieben, die von Liebenau nach Dörfla bzw. zum Werk Thondorf fuhren. Die Linien O2 und O4, die bis zum Kapellenwirt bzw. Werk Thondorf führten, waren Verstärker und verkehrten nur zur Hauptverkehrszeit. Im Kriegsjahr 1943 wurden 2 Millionen Fahrgäste mit dem O-Bus befördert. Im Jahr 1964 verkehrte das letzte Mal ein O-Bus auf der Strecke Liebenau–Dörfla. Drei Jahre später, im Jahr 1967, folgte die Einstellung der Strecke Griesplatz–Straßgang.
1977 fuhren in Graz die ersten Gelenkbusse. 1990 wurde der erste Niederflurbus angeschafft, 1994 fuhr der erste Bus mit Ökodiesel. Die ersten Erdgasbusse kamen im Jahr 1997, 2020 fuhr der letzte Bus mit Erdgas bei den Graz Linien. Am 14. Mai 2003 baute man einen Cabriobus aus einem ehemaligen MAN SL 200, der bis heute Stadtrundfahrten durchführt. Ebenfalls 2003 ging die Grazer Nightline in Betrieb, deren Busse fahren um 0:30, 1:30 und 2:30 Uhr vom Jakominiplatz ab, dem größten Nahverkehrsknoten in Graz, ausgenommen während der Covid-19-Pandemie.
Seit 2004 ist der Busfuhrpark der Graz Linien vollständig niederflurig.
Im Mai 2022 wurde die erste Express-Stadtbuslinie eingerichtet, die Linie 62X. Im selben Jahr wurde damit begonnen, Busse mit EEV-Antrieb durch Elektrohybrid-Busse zu ersetzen.

## Linien

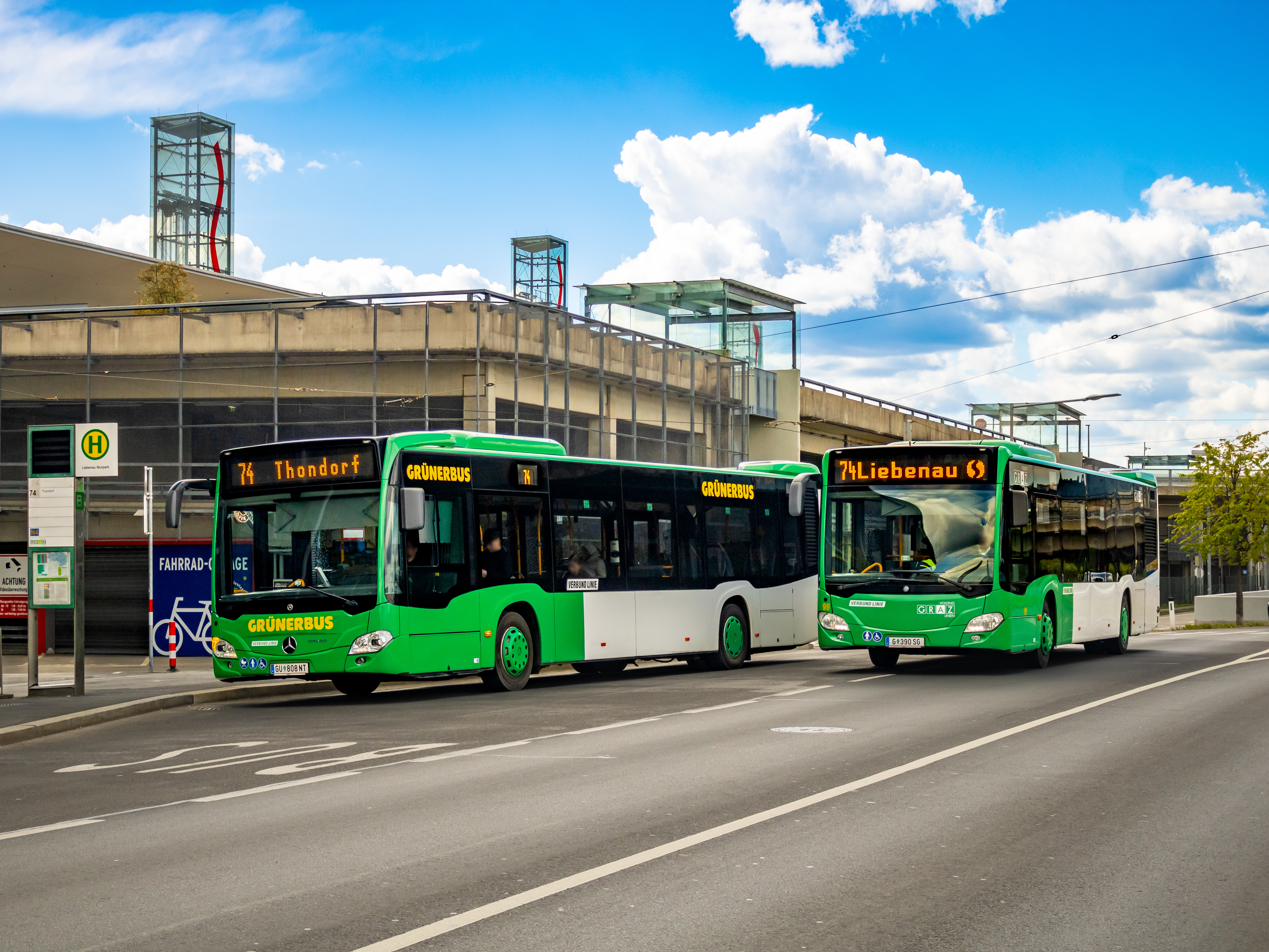
Busse von Graz Linien und Grünerbus

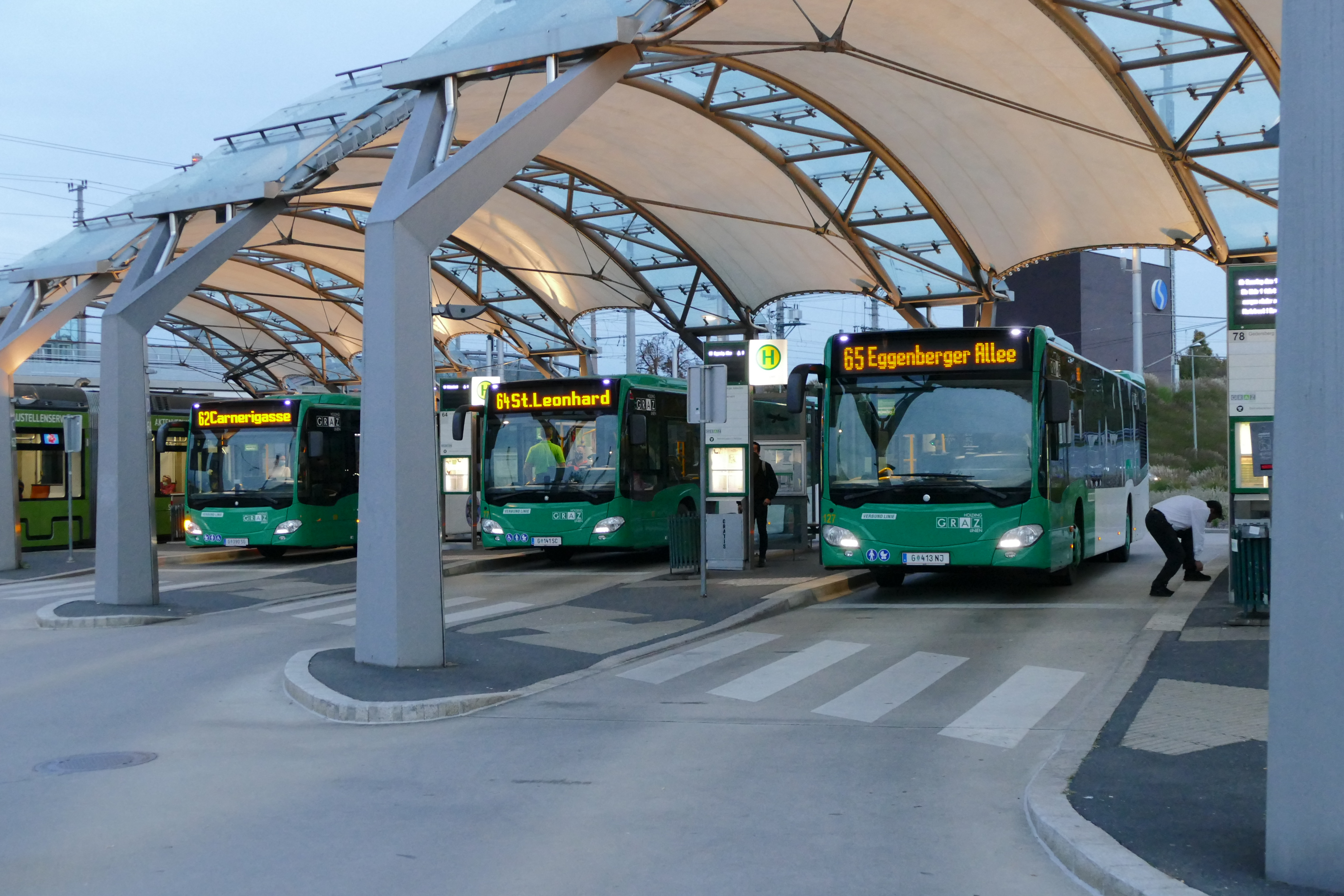
Solobusse der Graz Linien in Puntigam

Alle Buslinien-Nummern in Graz bestehen aus einer zweistelligen Zahl. Eine Ausnahme bilden die Linien 31E, 33E, 34E, 41E, 52E, 64E, 65E, 67E sowie 74E. Das „E“ nach der Liniennummer steht für „Einsatz“, da diese Linien entweder nur an Sonn- und Feiertagen sowie Abenden fahren oder nur zur Hauptverkehrszeit. Eine weitere Ausnahme bilden die Linien 73U, 75U und 76U. Das „U“ steht dabei für „Umland“, da diese Linien die Grazer Kernzone verlassen. Zusätzlich gibt es die Linie 65A, das „A“ wird genutzt, da die Liniennummern 65 und 65E schon belegt sind.
Von Mai 2022 bis Sommer 2023 war die erste Stadt-Expressbuslinie eingerichtet, die Linie 62X verband die Wirtschaftskammer mit dem Hauptbahnhof.
Stand: 29. Februar 2024

Takte montags–freitags 9–17 Uhr (Line 69: 10–17 Uhr, Linie 68: 11–17 Uhr)

Takte samstags 9–17 Uhr (Linie 82: 10–17 Uhr)

Takte sonn- + feiertags 10–20 Uhr (Linien 72, 82: 11–20 Uhr)

### Reguläre Buslinien
| Linie                            | Strecke                                                                        | Einführung | Unternehmen                              | Regul. Fahrzeugeins. | Takt montags–freitags          | Takt samstags                     | Takt sonn- & feiertags         |
| -------------------------------- | ------------------------------------------------------------------------------ | ---------- | ---------------------------------------- | -------------------- | ------------------------------ | --------------------------------- | ------------------------------ |
| Liste der Linien der Graz Linien | Geidorf – Jakominiplatz – Österreichische Gesundheitskasse – Citypark          | 1977       | Graz Linien durch Dr. Richard und Gersin | Minibus (Sprinter)   | 15 min                         | 15 min                            | kein Betrieb                   |
| Liste der Linien der Graz Linien | Webling – Jakominiplatz – UNI/Resowi                                           | 1977       | Graz Linien                              | Gelenkbus            | 10 min                         | kein Betrieb                      | kein Betrieb                   |
| Liste der Linien der Graz Linien | Jakominiplatz – Webling                                                        | 2014       | Graz Linien                              | Gelenkbus            | kein Betrieb                   | 10 min                            | 15 min                         |
| Liste der Linien der Graz Linien | Jakominiplatz – Seiersberg                                                     | 1977       | Graz Linien                              | Gelenkbus            | 7½ min                         | 10 min                            | 15 min                         |
| Liste der Linien der Graz Linien | Jakominiplatz – Peter-Rosegger-Straße                                          | 1977       | Graz Linien                              | Gelenkbus            | 10 min                         | 10 min                            | kein Betrieb                   |
| Liste der Linien der Graz Linien | Jakominiplatz – Thondorf                                                       | 1979       | Graz Linien                              | Solobus              | 15 min                         | 15 min                            | 15 min                         |
| Liste der Linien der Graz Linien | Jakominiplatz – Theyergasse                                                    | 1979       | Graz Linien                              | Gelenkbus            | 15 min                         | 15 min                            | kein Betrieb                   |
| Liste der Linien der Graz Linien | Wirtschaftskammer/tim – Jakominiplatz – Urnenfriedhof                          | 1977       | Graz Linien                              | Solobus / Gelenkbus  | 10 min                         | 10 min                            | 15 min                         |
| Liste der Linien der Graz Linien | Jakominiplatz – Gösting                                                        | 1977       | Graz Linien                              | Gelenkbus            | 10 min                         | 10 min                            | 15 min                         |
| Liste der Linien der Graz Linien | Dürrgrabenweg – St. Leonhard/Klinikum Mitte                                    | 1977       | Graz Linien                              | Solobus / Gelenkbus  | 10 min                         | kein Betrieb                      | kein Betrieb                   |
| Liste der Linien der Graz Linien | Dürrgrabenweg – Andritz                                                        | 2013       | Graz Linien                              | Solobus              | kein Betrieb                   | 15 min                            | 15 min                         |
| Liste der Linien der Graz Linien | Thal Kötschberg – Gösting (– Thalersee)                                        | 1977       | Graz Linien                              | Solobus              | 30–60 min                      | 30–50 min                         | 20–30 min                      |
| 48S                              | Gösting – Thalersee                                                            | 2023       | Graz Linien                              | Solobus              | kein Betrieb                   | kein Betrieb                      | 30 min                         |
| Liste der Linien der Graz Linien | Ziegelstraße – Hauptbahnhof – Zentralfriedhof                                  | 1977       | Graz Linien                              | Gelenkbus            | 15 min                         | 15 min                            | kein Betrieb                   |
| Liste der Linien der Graz Linien | Ziegelstraße – Andritz                                                         | 2020       | Graz Linien                              | Solobus              | Abendverkehr                   | Abendverkehr                      | 15 min                         |
| Liste der Linien der Graz Linien | Hauptbahnhof – Stattegg Fuß der Leber                                          | 1977       | Graz Linien                              | Solobus / Gelenkbus  | 10 min                         | 15 min                            | 15 min                         |
| Liste der Linien der Graz Linien | Hauptbahnhof – Ragnitz                                                         | 1977       | Graz Linien                              | Gelenkbus            | 10 min                         | 15 min                            | 15 min                         |
| Liste der Linien der Graz Linien | Krenngasse – Lustbühel                                                         | 1977       | Graz Linien                              | Solobus              | 15 min                         | 10–20 min                         | 15 min                         |
| Liste der Linien der Graz Linien | Krenngasse – Berliner Ring                                                     |            | Dr. Richard, Gersin                      | Minibus (Sprinter)   | 30 min                         | 30 min                            | kein Betrieb                   |
| Liste der Linien der Graz Linien | Puntigam – WKO-WIFI/tim                                                        | 1977       | Graz Linien                              | Solobus / Gelenkbus  | 10 min                         | 10 min                            | 15 min                         |
| Liste der Linien der Graz Linien | Hauptbahnhof – Schulzentrum St. Peter                                          | 1977       | Graz Linien                              | Gelenkbus            | 10 min                         | 15 min                            | 15 min                         |
| Liste der Linien der Graz Linien | Puntigam – St. Leonhard/Klinikum Mitte                                         | 1977       | Graz Linien                              | Solobus / Gelenkbus  | 10 min (15 vormittags)         | 15 min                            | kein Betrieb                   |
| Liste der Linien der Graz Linien | St. Leonhard/Klinikum Mitte – Liebenau/MURPARK                                 | 2012       | Graz Linien                              | Solobus              | Abendverkehr                   | Abendverkehr                      | 15 min                         |
| Liste der Linien der Graz Linien | Puntigam – Gösting                                                             | 2012       | Graz Linien                              | Solobus              | 10 min                         | 10 min                            | kein Betrieb                   |
| Liste der Linien der Graz Linien | Puntigam – Kapellenwirt                                                        | 1977       | Graz Linien                              | Solobus              | Abendverkehr                   | kein Betrieb                      | kein Betrieb                   |
| Liste der Linien der Graz Linien | Gösting – Peter-Rosegger-Str.                                                  | 2021       | Graz Linien                              | Solobus              | Abendverkehr/Einzelfahrten     | Abendverkehr                      | 15 min                         |
| Liste der Linien der Graz Linien | Grottenhofstraße – Don Bosco – Schulzentrum St. Peter                          | 2019       | Graz Linien durch Postbus AG             | Solobus / Gelenkbus  | 10 min                         | 10 min                            | 15 min                         |
| Liste der Linien der Graz Linien | Zanklstraße – Zentralfriedhof                                                  | 1977       | Graz Linien                              | Solobus / Gelenkbus  | 10 min                         | 10 min                            | kein Betrieb                   |
| Liste der Linien der Graz Linien | Jakominiplatz – Zanklstraße                                                    | 2009       | Graz Linien                              | Solobus              | Abendverkehr                   | Abendverkehr                      | 15 min                         |
| Liste der Linien der Graz Linien | Lustbühel – St. Peter (Schulzentrum)                                           | 1995       | Dr. Richard                              | Solobus              | ~ 30 min                       | 60 min                            | kein Betrieb                   |
| Liste der Linien der Graz Linien | Petri Au – St. Peter                                                           | 1995       | Dr. Richard                              | Solobus              | 15 min                         | 20 min                            | kein Betrieb                   |
| Liste der Linien der Graz Linien | Schulzentrum St. Peter – Raaba (– Walter-P.-Chrysler-Platz) – Liebenau/Murpark |            | Graz Linien                              | Solobus / Gelenkbus  | 15 min                         | 30 min (10–20 min bis Raaba)      | 15 min (bis Raaba)             |
| Liste der Linien der Graz Linien | Liebenau/Murpark – Thondorf                                                    | 1977       | Graz Linien                              | Solobus              | 15 min                         | 10–20 min                         | 15 min                         |
| Liste der Linien der Graz Linien | Liebenau/Murpark – Center Ost – Raaba Kreisverkehr                             |            | Dr. Richard                              | ?                    | 30 min (15 min bis Center Ost) | 30 min (10–20 min bis Center Ost) | 30 min (15 min bis Center Ost) |
| Liste der Linien der Graz Linien | Puntigam – Seiersberg / Gedersberg                                             | 2002       | Grünerbus, Dr. Richard                   | Solobus              | 30 min (15 min bis Seiersberg) | 30 min (10–20 min bis Seiersberg) | 30 min (bis Seiersberg)        |
| Liste der Linien der Graz Linien | Puntigam – Rudersdorf (– Feldkirchen)                                          | 2003       | Dr. Richard                              | Solobus              | 21–30 min                      | 30 min                            | kein Betrieb                   |
| Liste der Linien der Graz Linien | St. Leonhard/Klinikum Mitte – Stifting                                         | 1977       | Graz Linien                              | Solobus              | 15 min                         | 15 min                            | 15 min                         |

### Nachtbuslinien

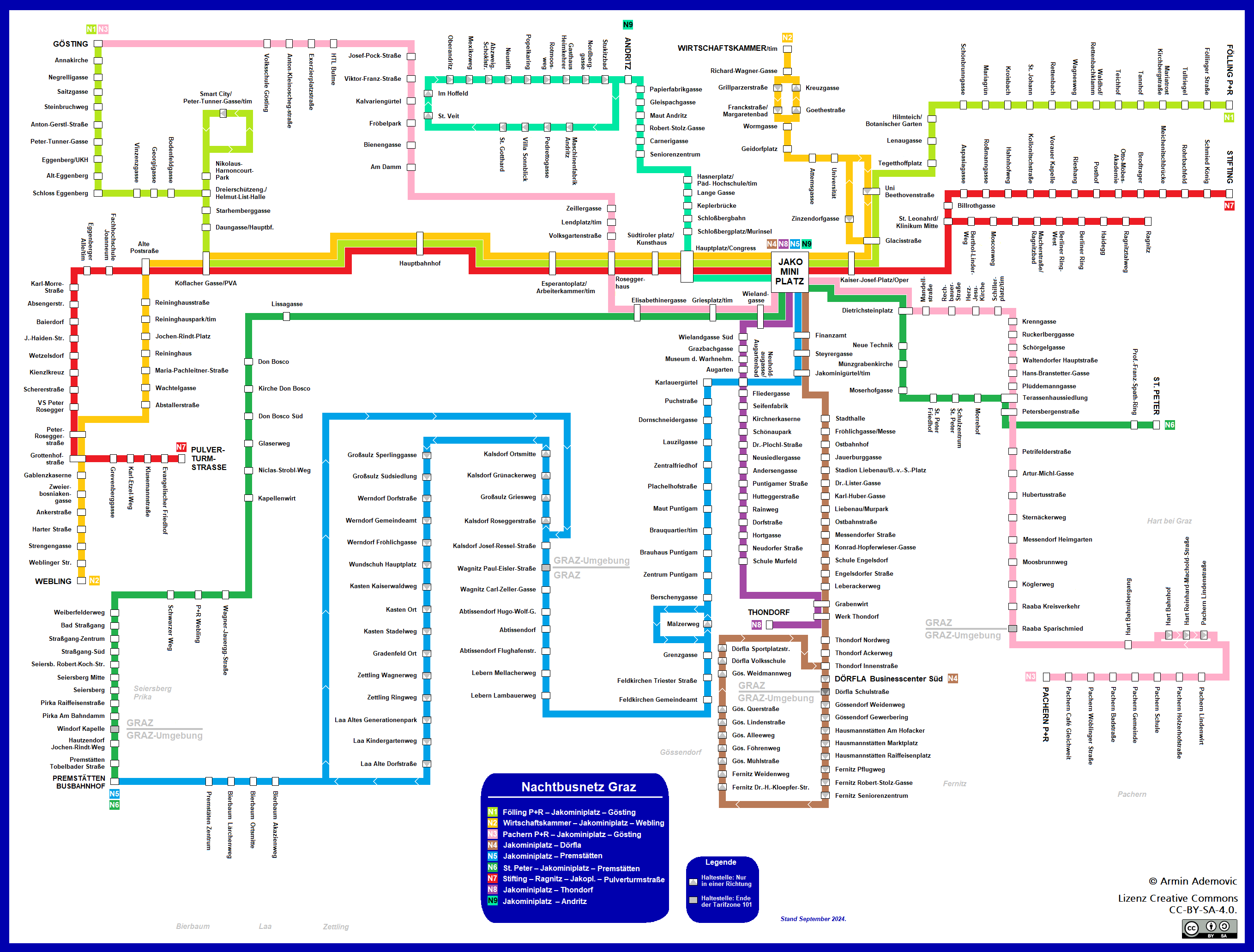
Nachtbusnetz in Graz

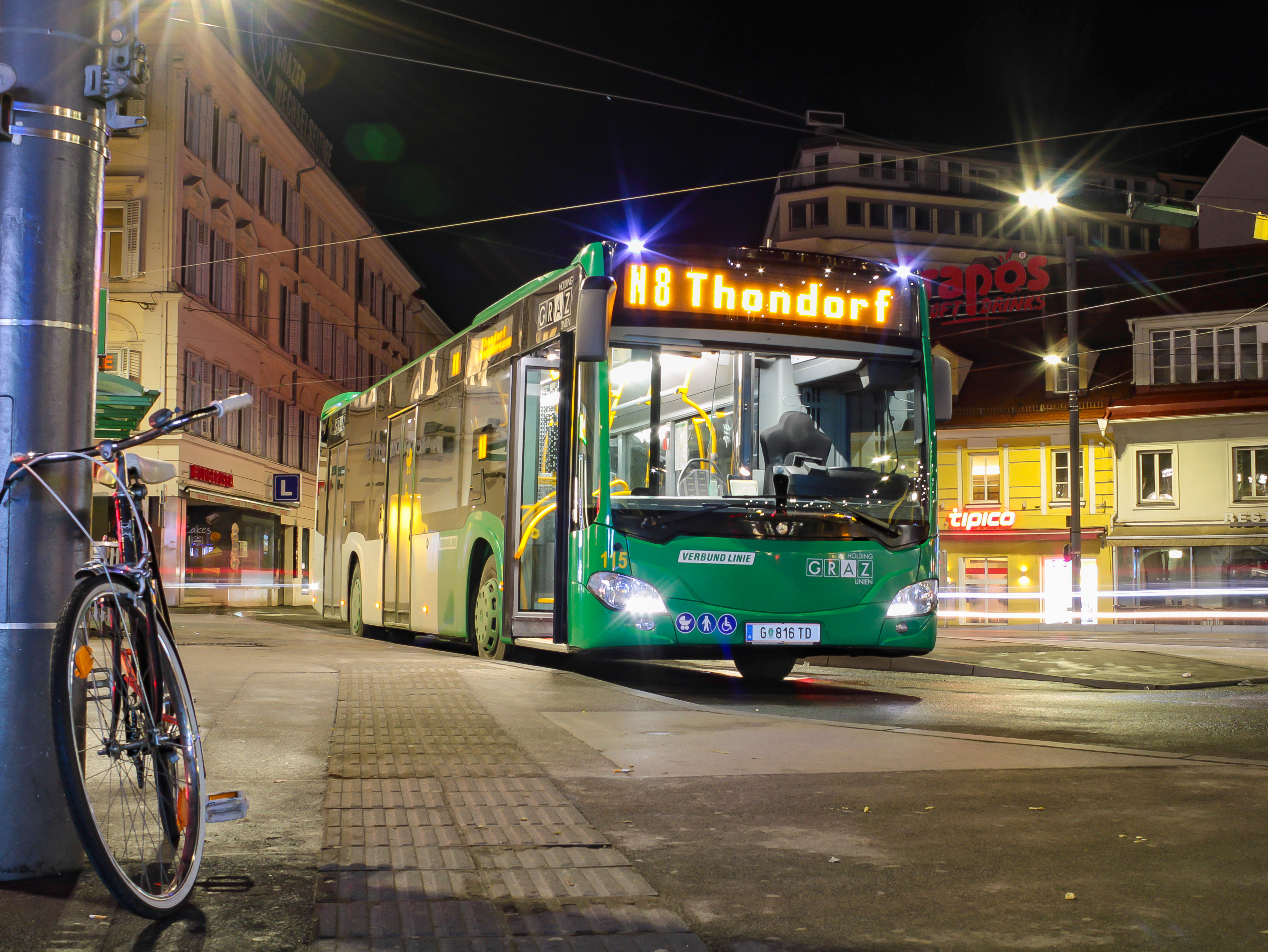
Nachtbus der Linie N8 am Jakominiplatz

Das Nachtbus-Liniennetz in Graz gibt es seit 2003. Alle acht Nachtbuslinien werden von den Graz Linien betrieben, deren Busse fahren um 0:30, 1:30 und 2:30 Uhr vom Jakominiplatz ab.
| Linie                            | Strecke                                                           | Unternehmen |
| -------------------------------- | ----------------------------------------------------------------- | ----------- |
| Liste der Linien der Graz Linien | Gösting – Jakominiplatz – Mariatrost – P+R Fölling                | Graz Linien |
| Liste der Linien der Graz Linien | Wirtschaftskammer – Jakominiplatz – Webling                       | Graz Linien |
| Liste der Linien der Graz Linien | Gösting – Jakominiplatz – P+R Pachern                             | Graz Linien |
| Liste der Linien der Graz Linien | Jakominiplatz – Dörfla – Hausmannstätten – Fernitz – Gössendorf   | Graz Linien |
| Liste der Linien der Graz Linien | Werndorf – Kalsdorf b. Graz – Puntigam – Jakominiplatz            | Graz Linien |
| Liste der Linien der Graz Linien | Unterpremstätten Steg – Seiersberg – Jakominiplatz – St. Peter    | Graz Linien |
| Liste der Linien der Graz Linien | Karl-Etzel-Weg – Wetzelsdorf – Jakominiplatz – Stifting – Ragnitz | Graz Linien |
| Liste der Linien der Graz Linien | Jakominiplatz – Thondorf                                          | Graz Linien |
| N9                               | Jakominiplatz – Oberandritz – Andritz                             | Graz Linien |

### Sonderlinien
Zu Veranstaltungen wird oft ein Shuttlebusverkehr von den Graz Linien oder Watzke eingerichtet. Weitere Sonderlinien sind die Linien 39E oder 52Z. Diese fahren nur als Verstärker um Allerheiligen zum Grazer Zentralfriedhof bzw. dem Urnenfriedhof.
Vom 2. Mai 2022 bis Sommer 2023 betrieben die Graz Linien ihre erste Expressbuslinie als Linie 62X zwischen dem Hauptbahnhof und der Wirtschaftskammer.

## Fuhrpark

### Graz Linien
Der Fuhrpark der Graz Linien umfasst ungefähr 180 Solo- und Gelenkbusse, inklusive eines Cabriobuses und zwei Reisebusse sowie einen Wasserstoffbus.
| Type                                   | Stückzahl | Anmerkung                          | Foto |
| -------------------------------------- | --------- | ---------------------------------- | ---- |
| Evobus Mercedes-Benz Citaro 2 Hybrid   | ca. 46    | Elektrohybridbus                   |      |
| Evobus Mercedes-Benz Citaro 2 Euro 6 G | 61        |                                    |      |
| Evobus Mercedes-Benz Citaro 2 Euro 6   | 60        |                                    |      |
| Hyundai ELEC CITY Fuel Cell            | 1         | Wasserstoffantrieb                 |      |
| Volvo 9700 HD                          | 3         | Reisebus                           |      |
| MAN SL 200 (Umbau)                     | 1         | Cabriobus, Einsatz zum Sightseeing |      |

### Alternative Antriebsformen im Test und weitere Testbusse

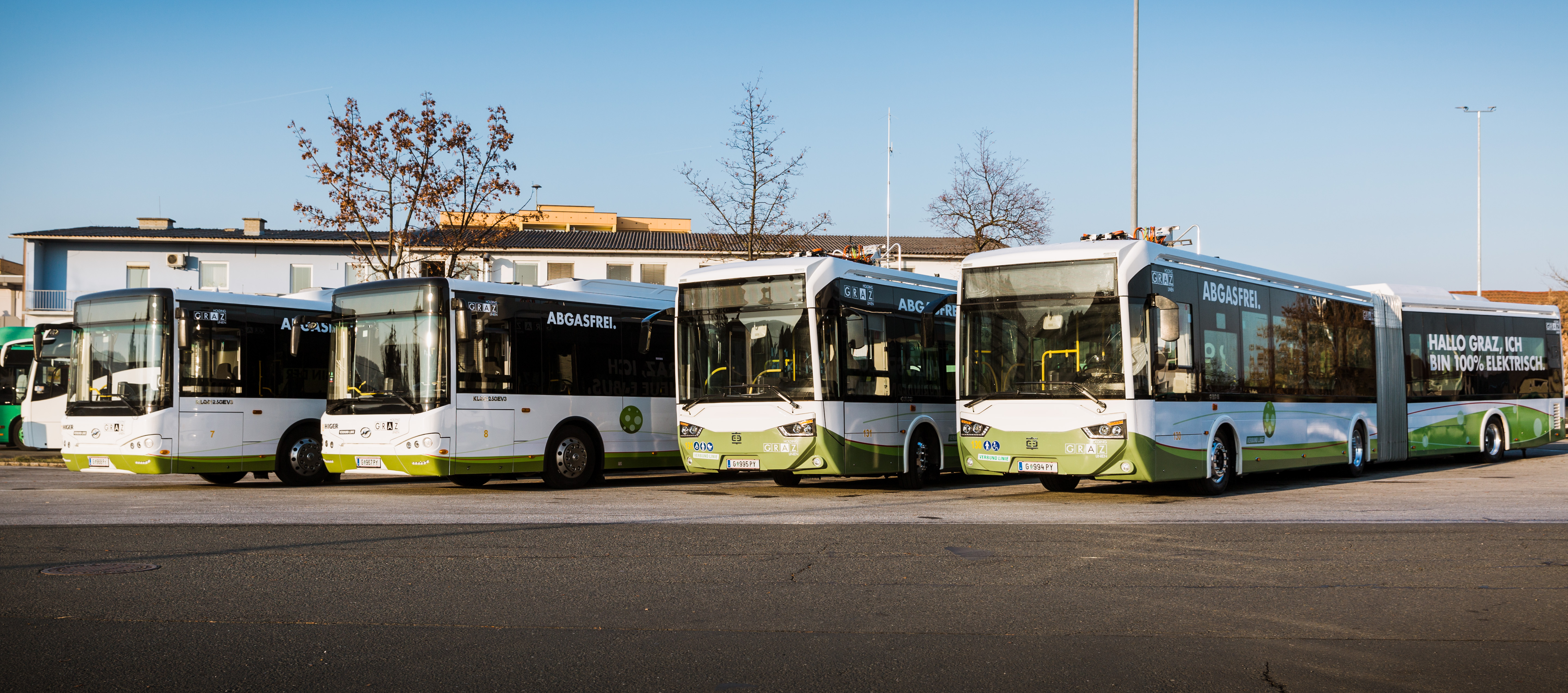
Die vier Busse des Elektrobus-Pilotprojekts

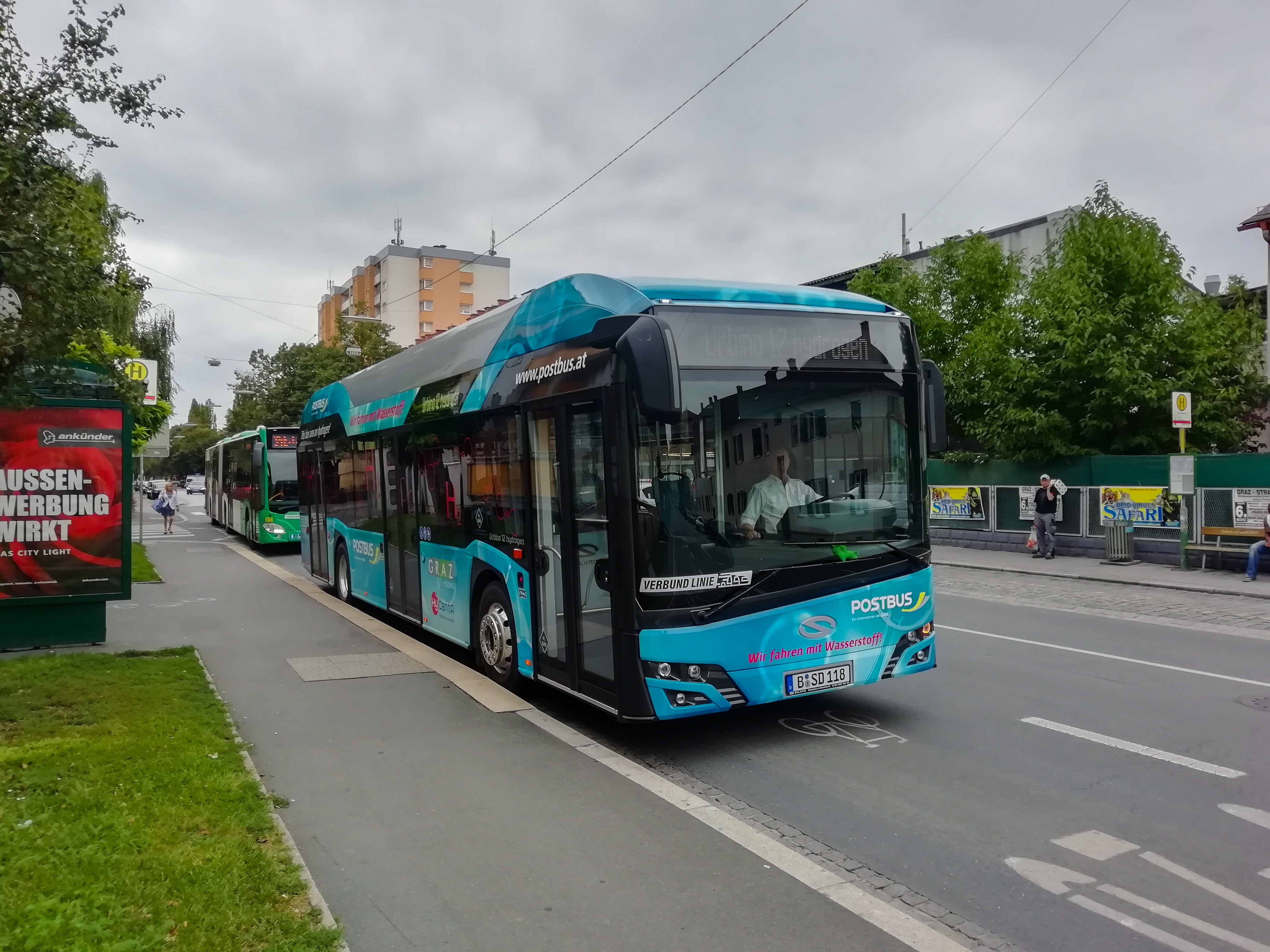
Der erste Wasserstoffbus-Testeinsatz im August 2019

Die Motoren der Graz-Linien-Busse haben die Abgasnorm Euro 5, Euro 6 oder sind Hybridelektrisch. Mehrmals werden Busse mit alternativen Antriebstechnologien getestet (neben Erdgasbussen) sowie andere Buskonzepte, zum Beispiel Buszüge (Busse mit Anhänger).
2010 startete man bei den Graz Linien das Projekt „E-Mobility“. Im Zuge dessen wurde für einige Jahre ein Volvo 9700 Hybridbus getestet. Ein weiterer Hybridbus wurde im Jahr 2015 getestet, bei dem Bus handelte es sich um einen Gelenkbus der Type Mercedes-Benz O 530 Citaro GDH.
Im Oktober 2018 wurde ein Buszug der Münchner Verkehrsgesellschaft ausgeliehen, um dieses Konzept für den Busverkehr in Graz auszutesten. Der Zug stammte vom Hersteller MAN und Hess.
Im Oktober 2016 plante man den Start eines Pilotprojektes. Bei diesem sollten die Linien 50 und 34E komplett elektrisch betrieben werden, durch Busse der Firmen CRRC und Higer. Die Projekte verzögerten sich aufgrund von Zulassungsproblemen um etwa ein Jahr. Schlussendlich konnte das Projekt 2017 gestartet und 2018 bzw. 2019 beendet werden.
Neben dem Elektro- sowie Hybridantrieb testete man bei den Graz Linien bisher zweimal Wasserstoffbusse. Im August 2019 und August 2021, testete man das Wasserstoffbus-Modell der Firma Solaris. Die Busse kamen auf mehreren Linien für einige Wochen zum Einsatz.
Neben dem Projekt move2zero beschloss der Grazer Gemeinderat im September 2019 die Finanzierung eines Wasserstoffbusses (Anschaffung und Testung) für die Graz Linien in Höhe von 250.000 Euro.
Im Frühjahr 2021 schrieben die Graz Linien Hybridbusse aus. Bereits 2022 waren 17 Hybrid-Gelenkbusse als Ersatz für Euro-5-Busse ausgeliefert worden. Bis 2029 sollen weitere Busse folgen in 10-Meter, 12-Meter und 18-Meter-Variante.
Im August 2022 wurde damit begonnen, die älteren EEV-Busse durch Elektrohybridbusse zu ersetzen.
Von 2022 bis 2024 testeten die Graz Linien jeweils einen Hyundai Wasserstoffbus sowie einen MAN Lion’s City 12E (Batterie-Elektrisch).

Übersicht von einigen getesteten Bussen
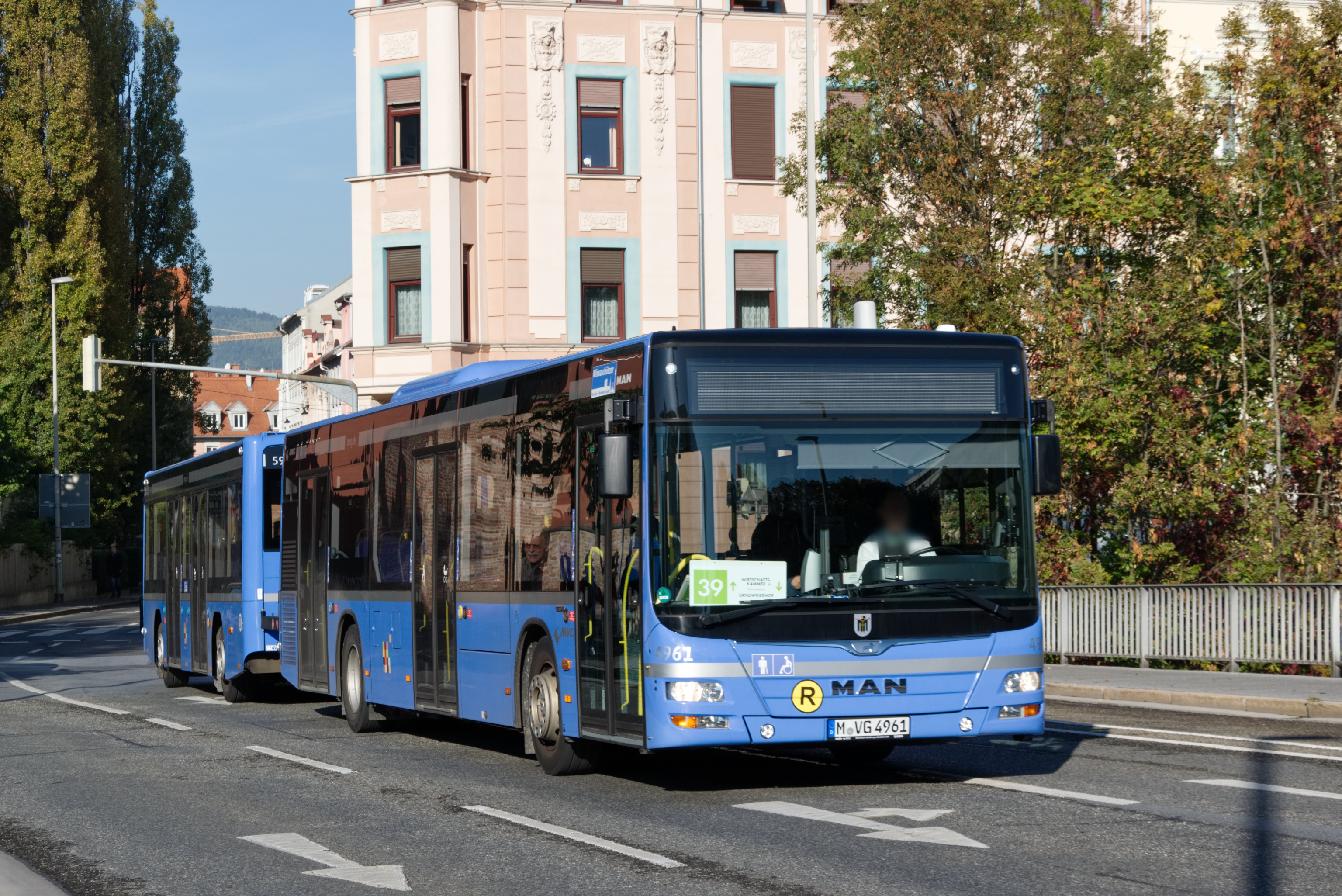
Der Buszug der MVG im Test
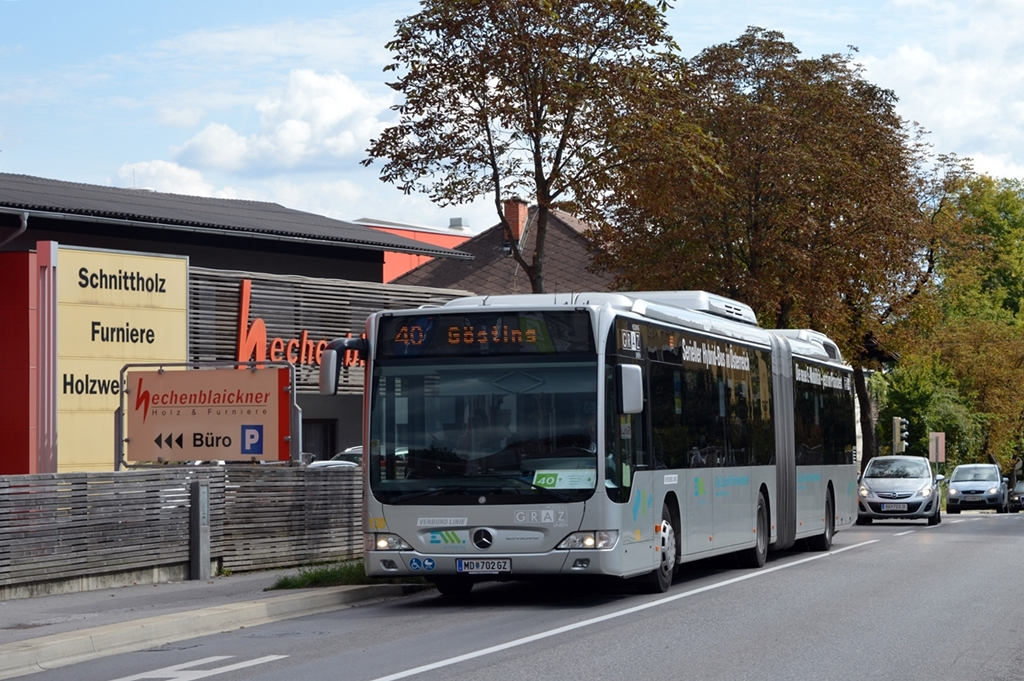
Mercedes-Benz O 530 GDH (Hybrid) im Testeinsatz (2015)
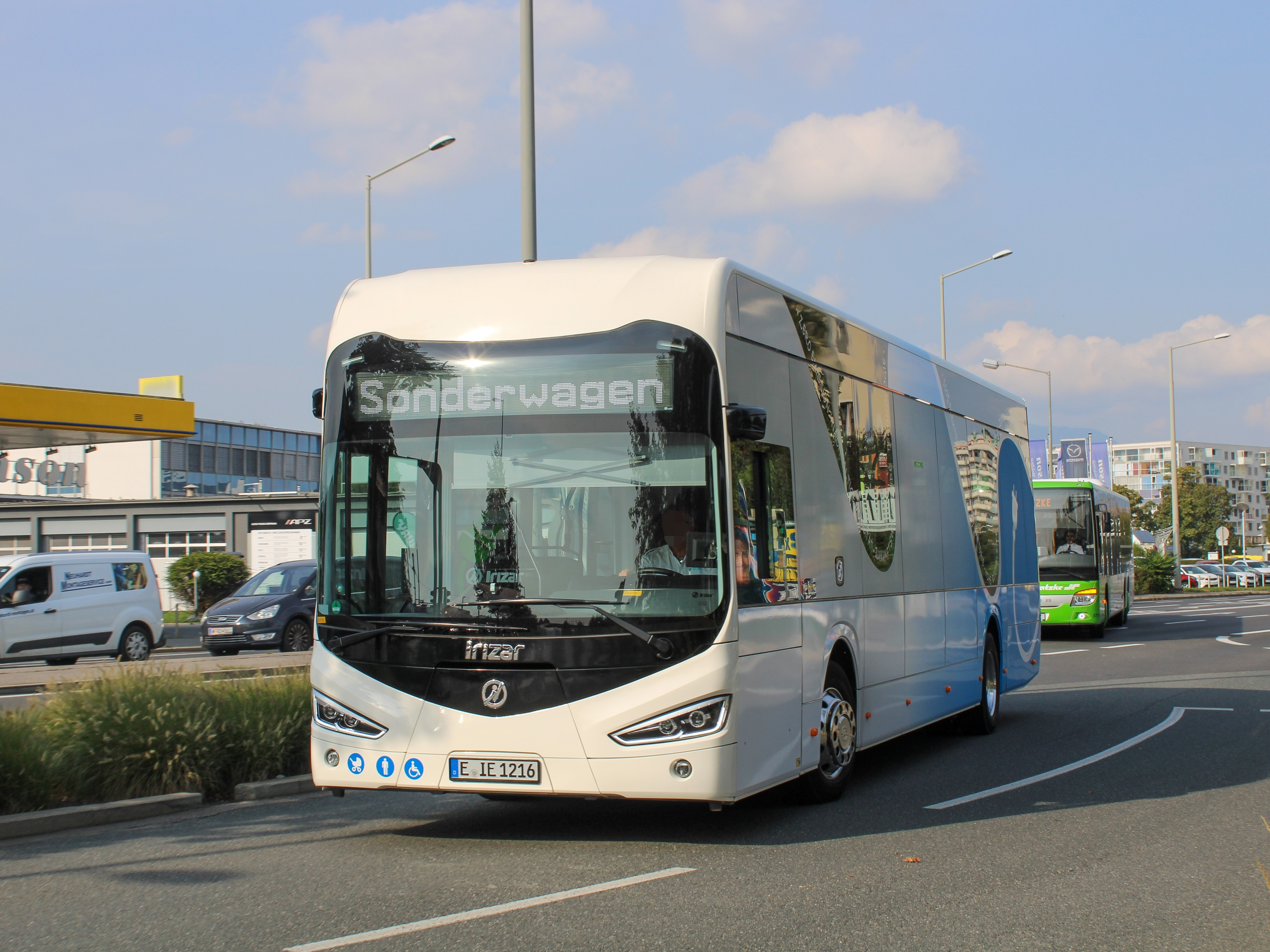
Irizar ie bus im Testeinsatz bei den Graz Linien (Herbst 2020)
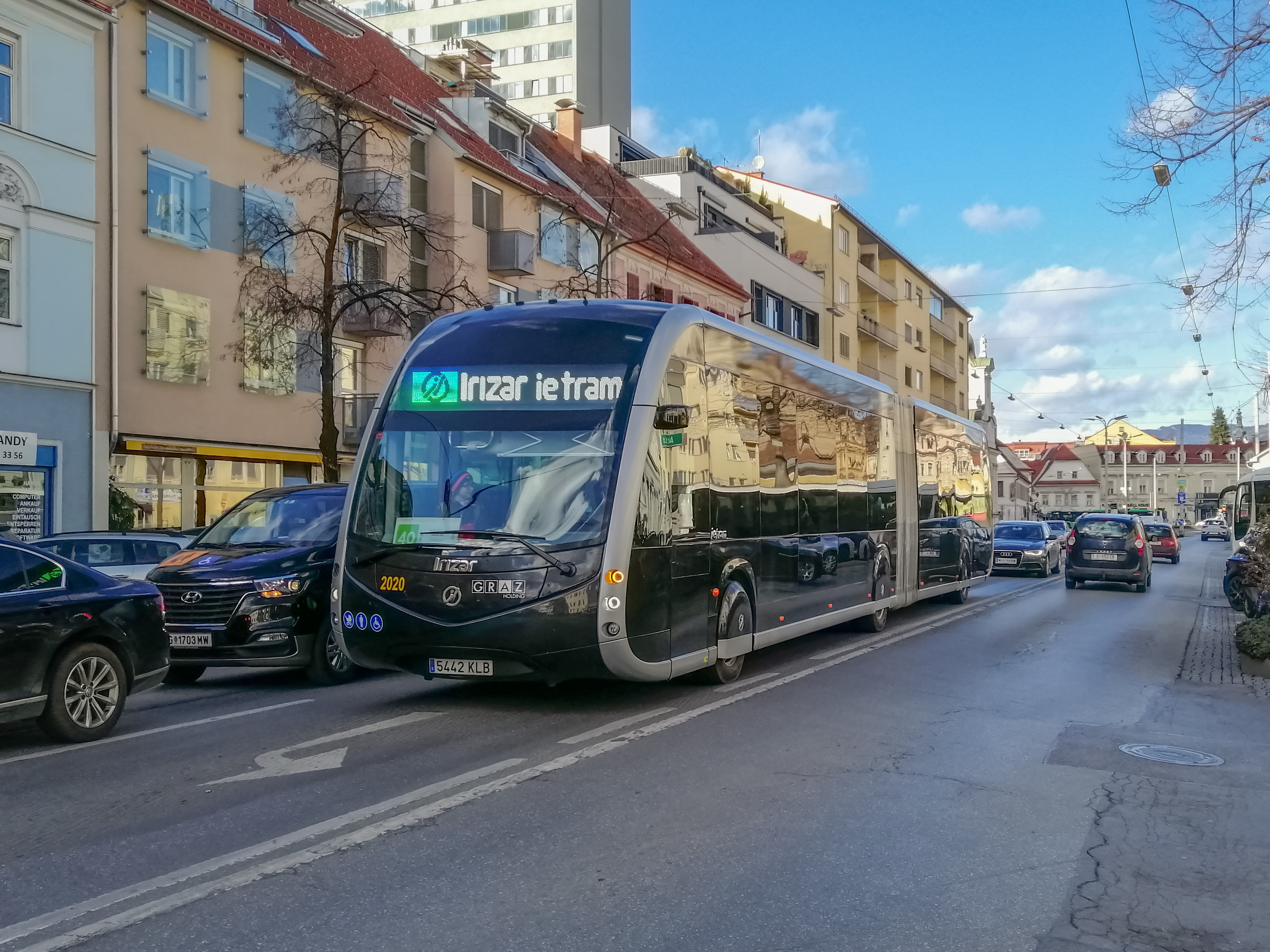
Irizar ie tram im Testeinsatz bei den Graz Linien (Februar 2020)
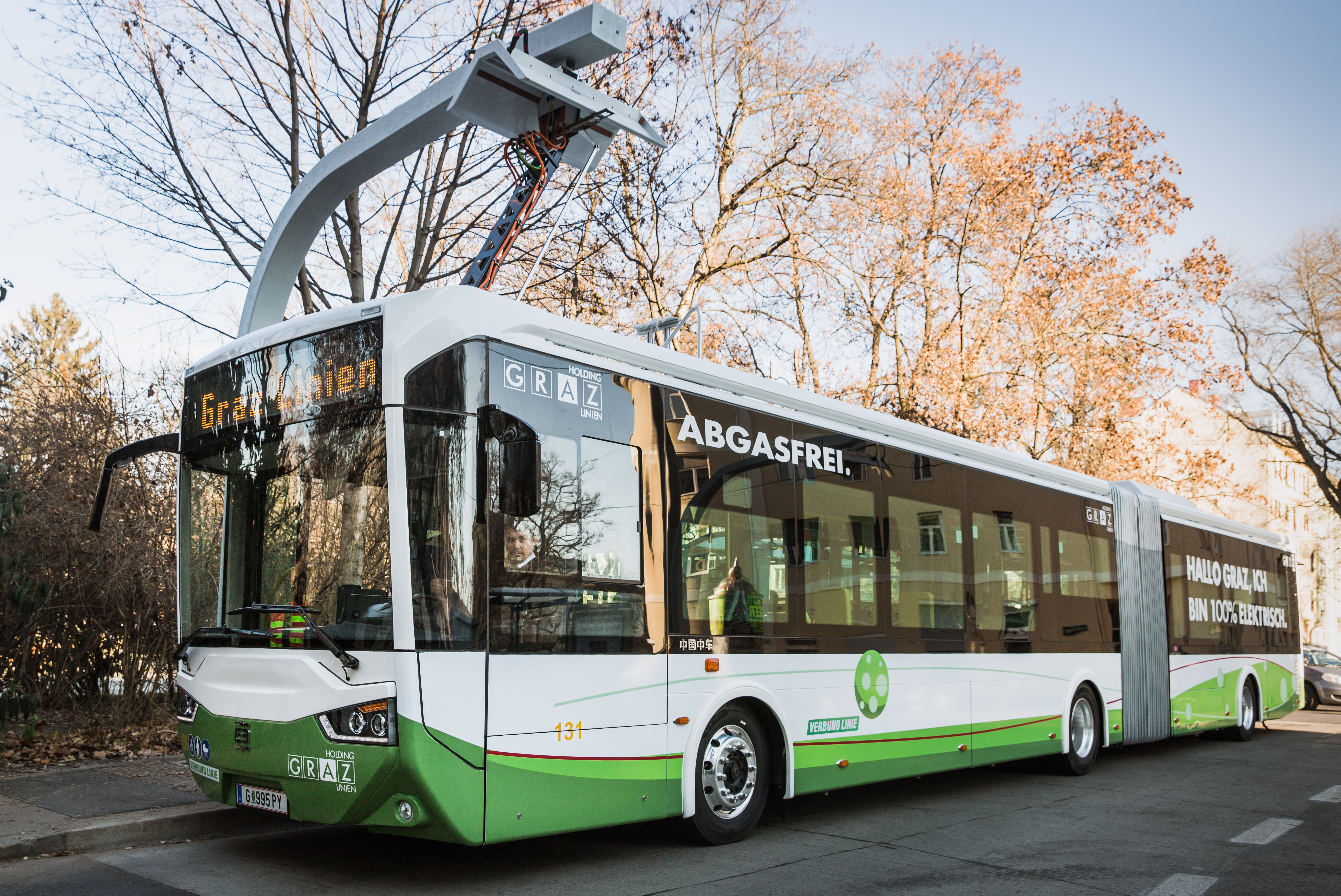
Der CRRC-Elektrobus während des Ladevorgangs
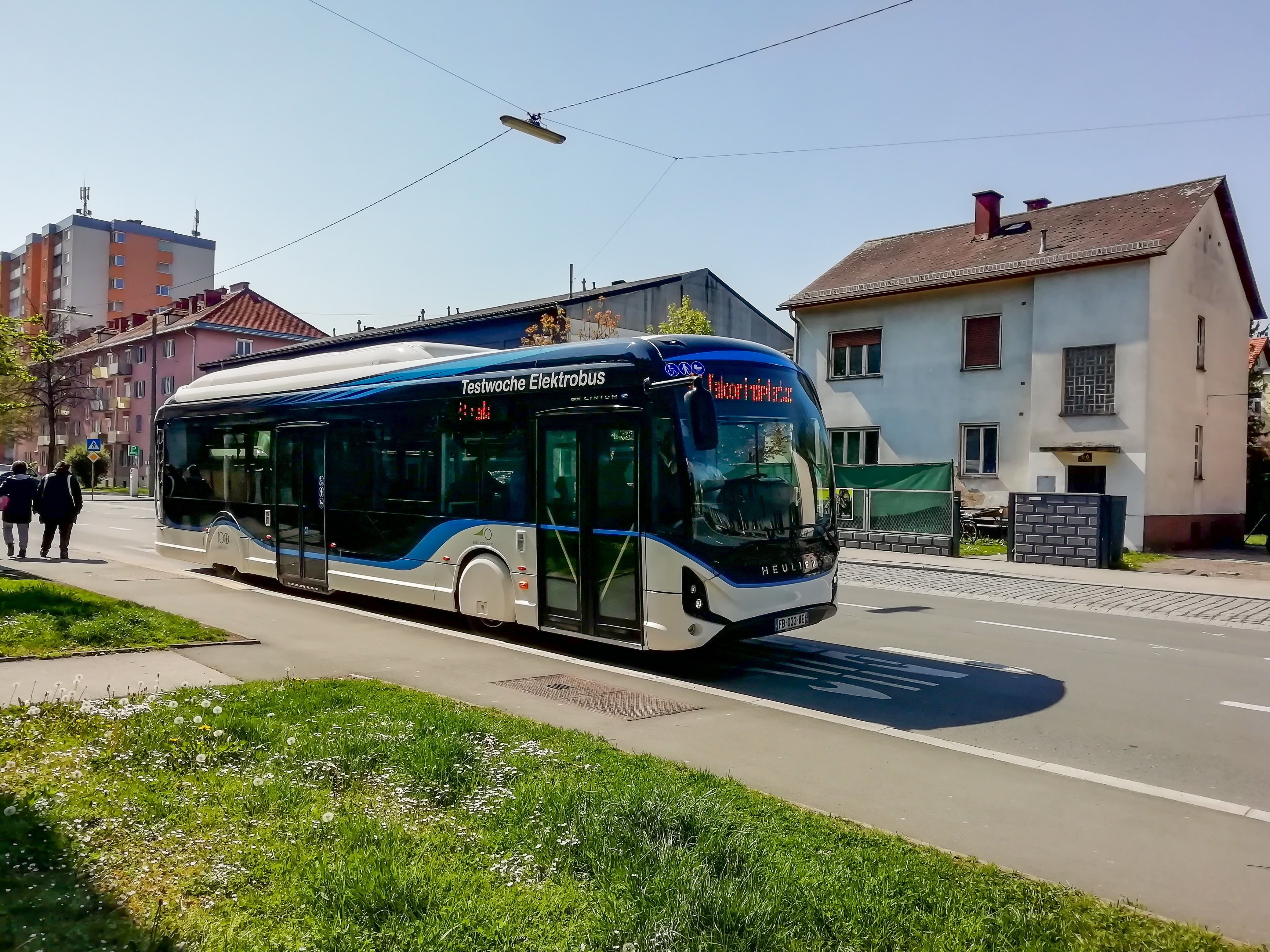
Elektrobus von Heuliez / Iveco im Testeinsatz
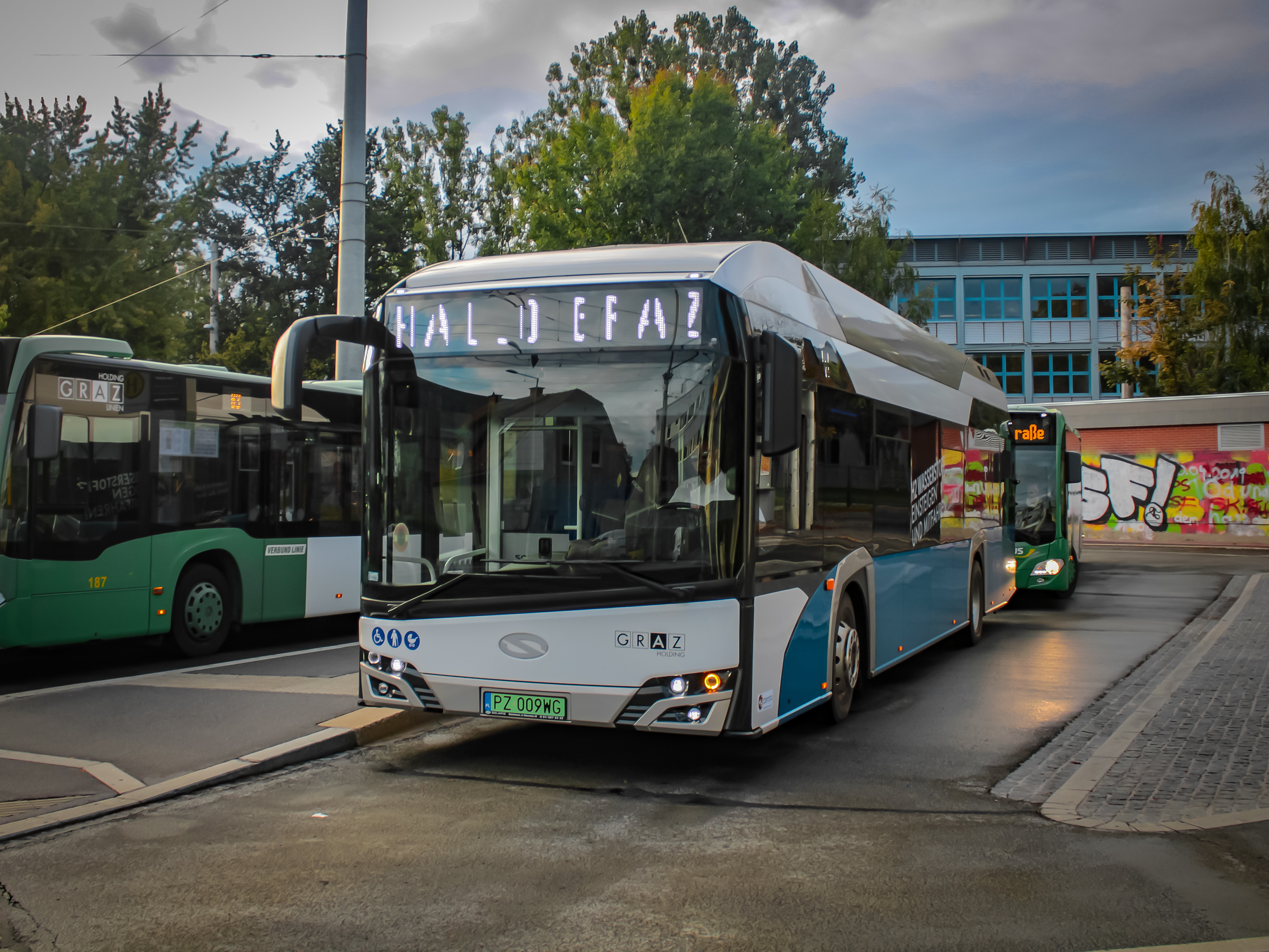
Der zweite Wasserstoffbus-Testeinsatz im August 2021
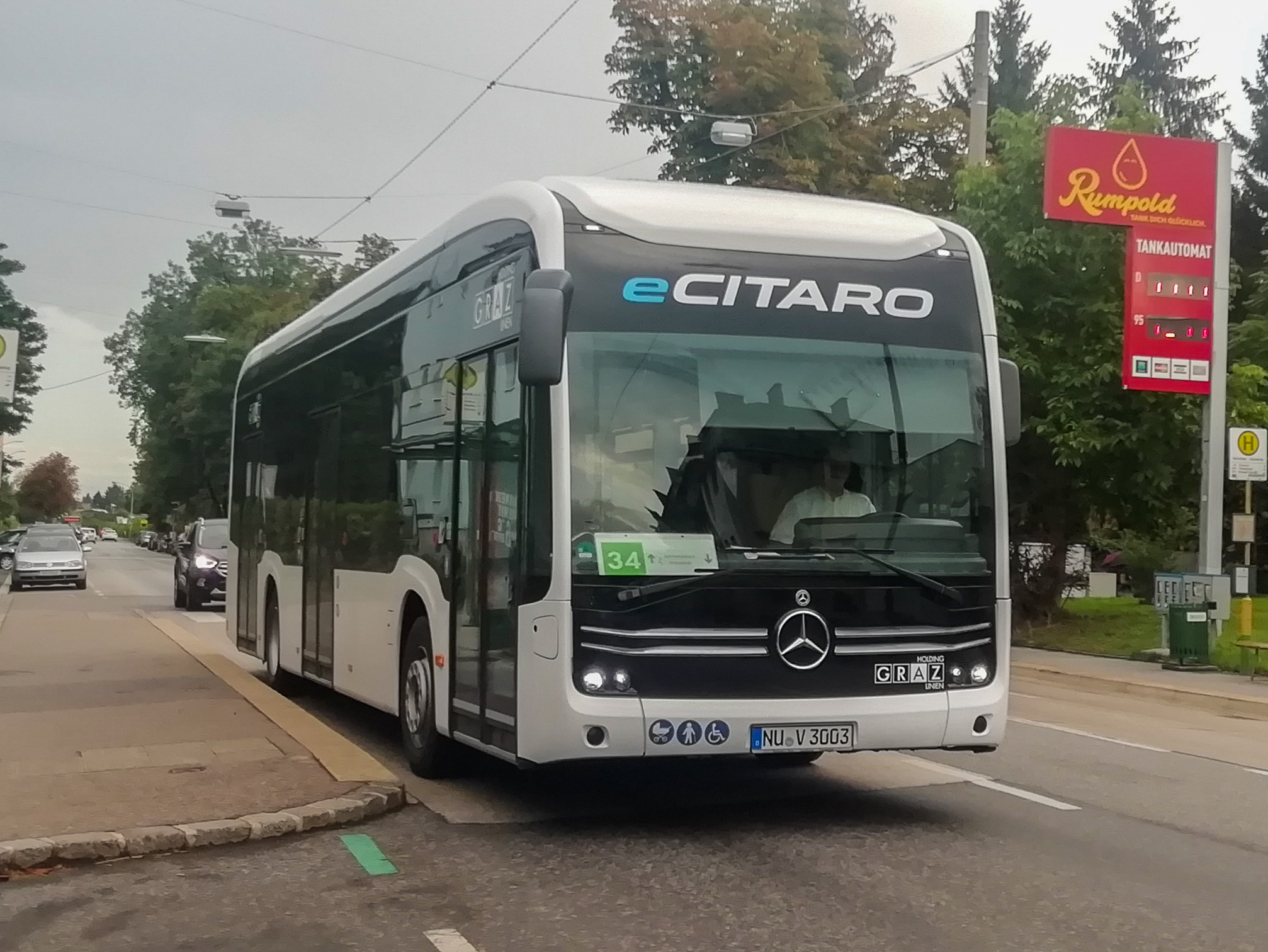
Ein eCitaro bei den Graz Linien auf der Linie 34
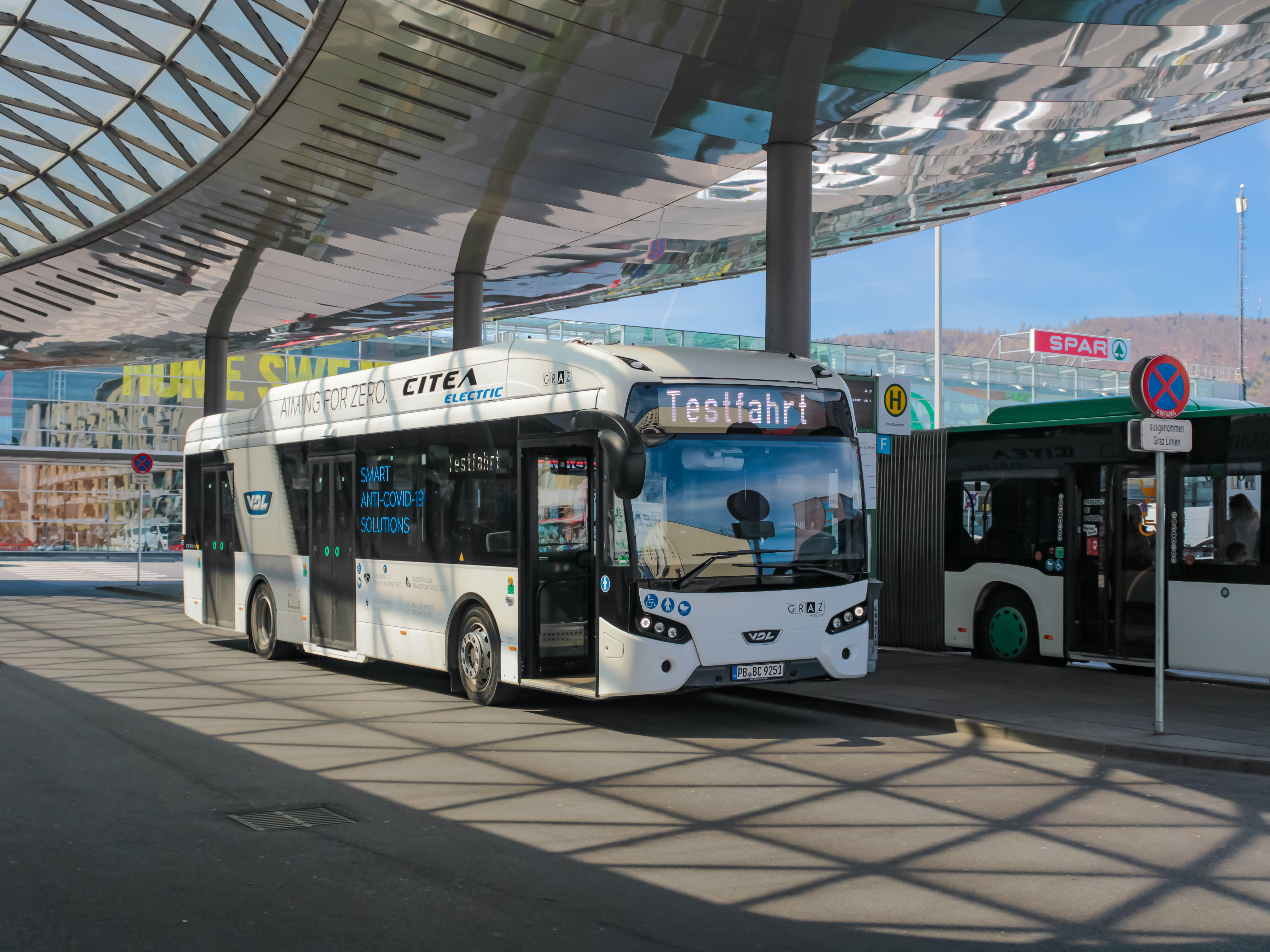
VDL Citea im Testeinsatz beim Hauptbahnhof (Frühjahr 2022)
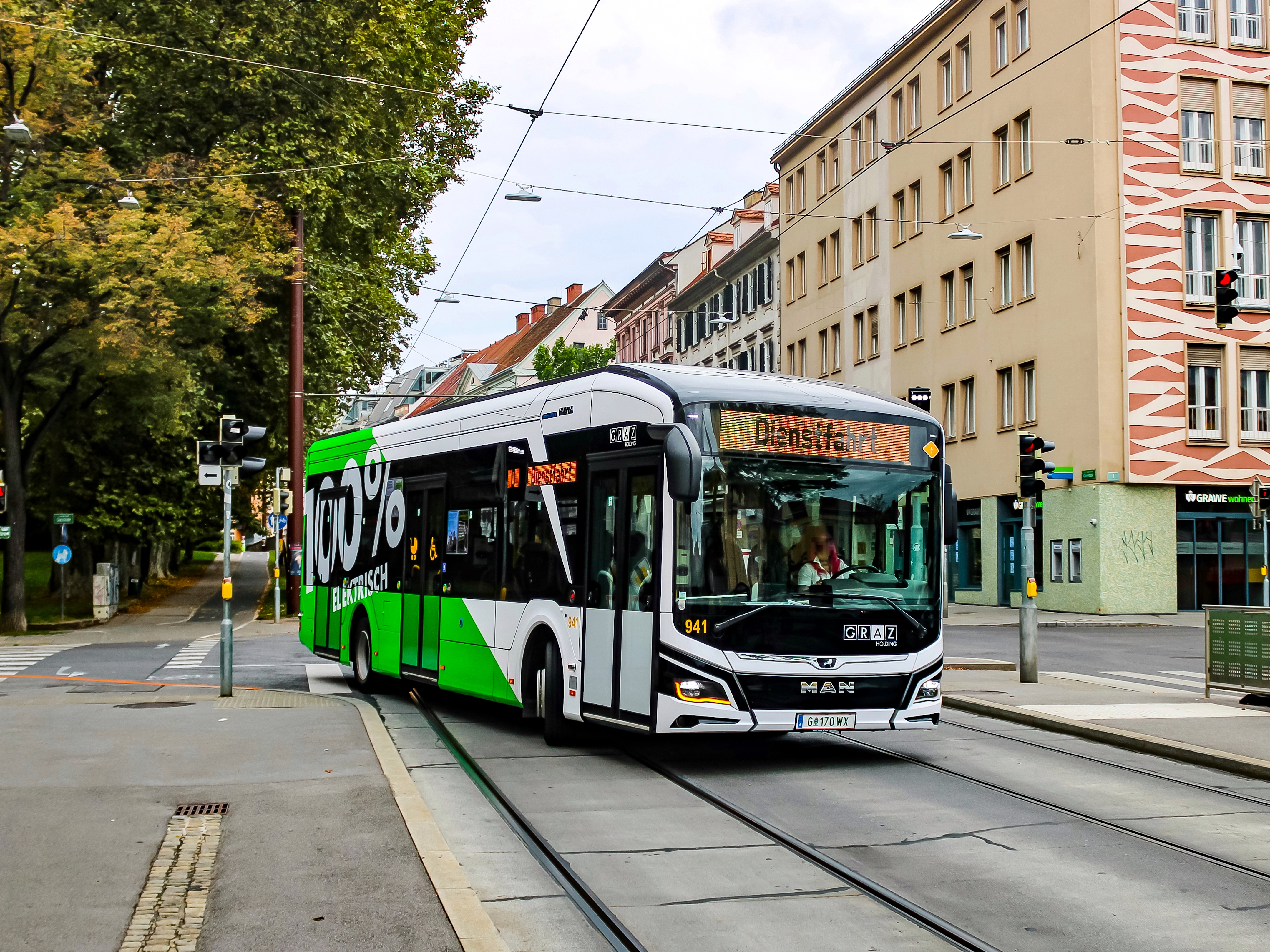
Von 2022 bis 2023 testete man einen MAN Lion's City 12E.

### Ausgemusterte Busse (Auszug)

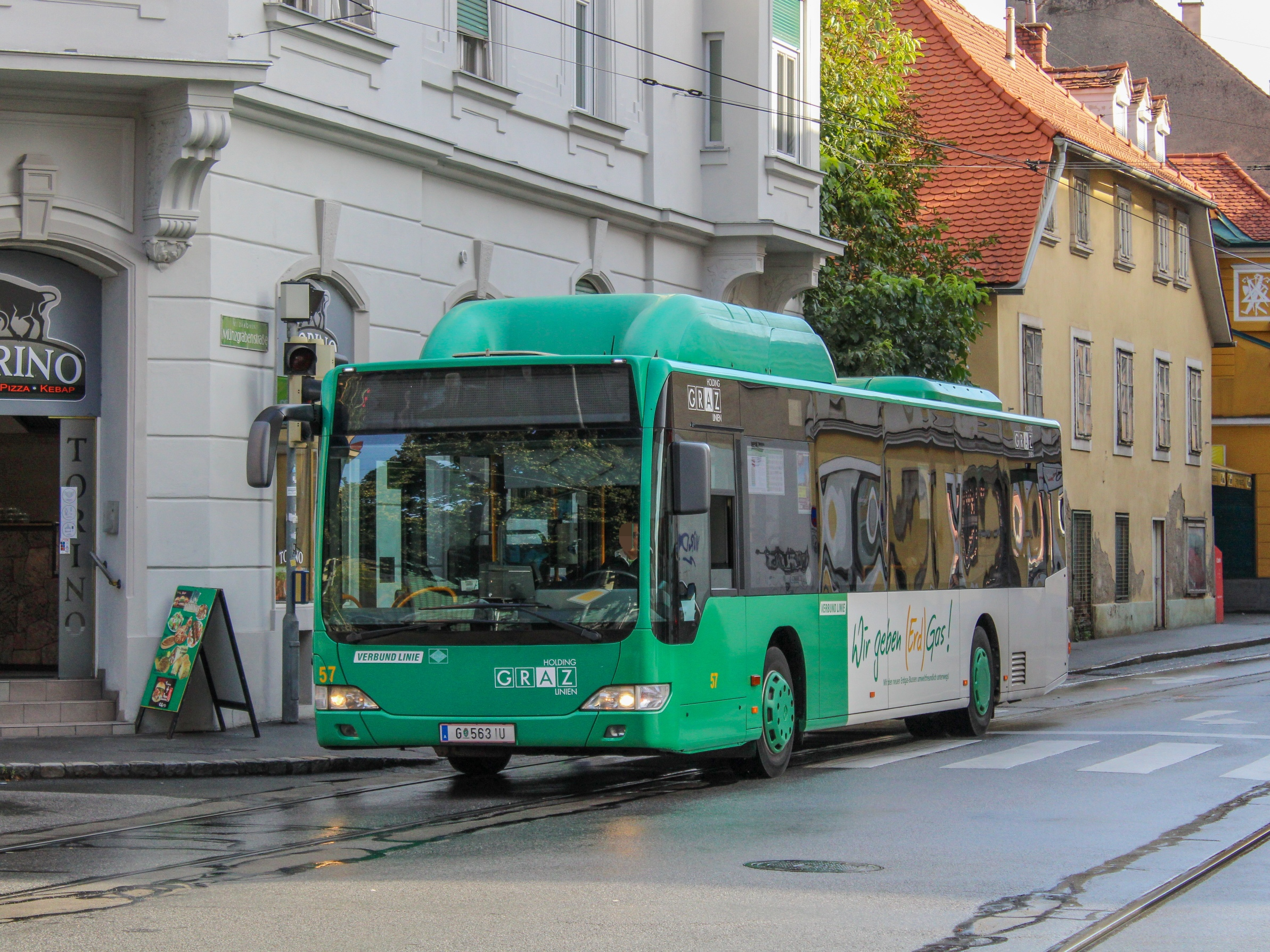
Der Mercedes-Benz Citaro Facelift war der letzte Bus dieser Reihe. Diese wurden 2021 nach Sofia verkauft.
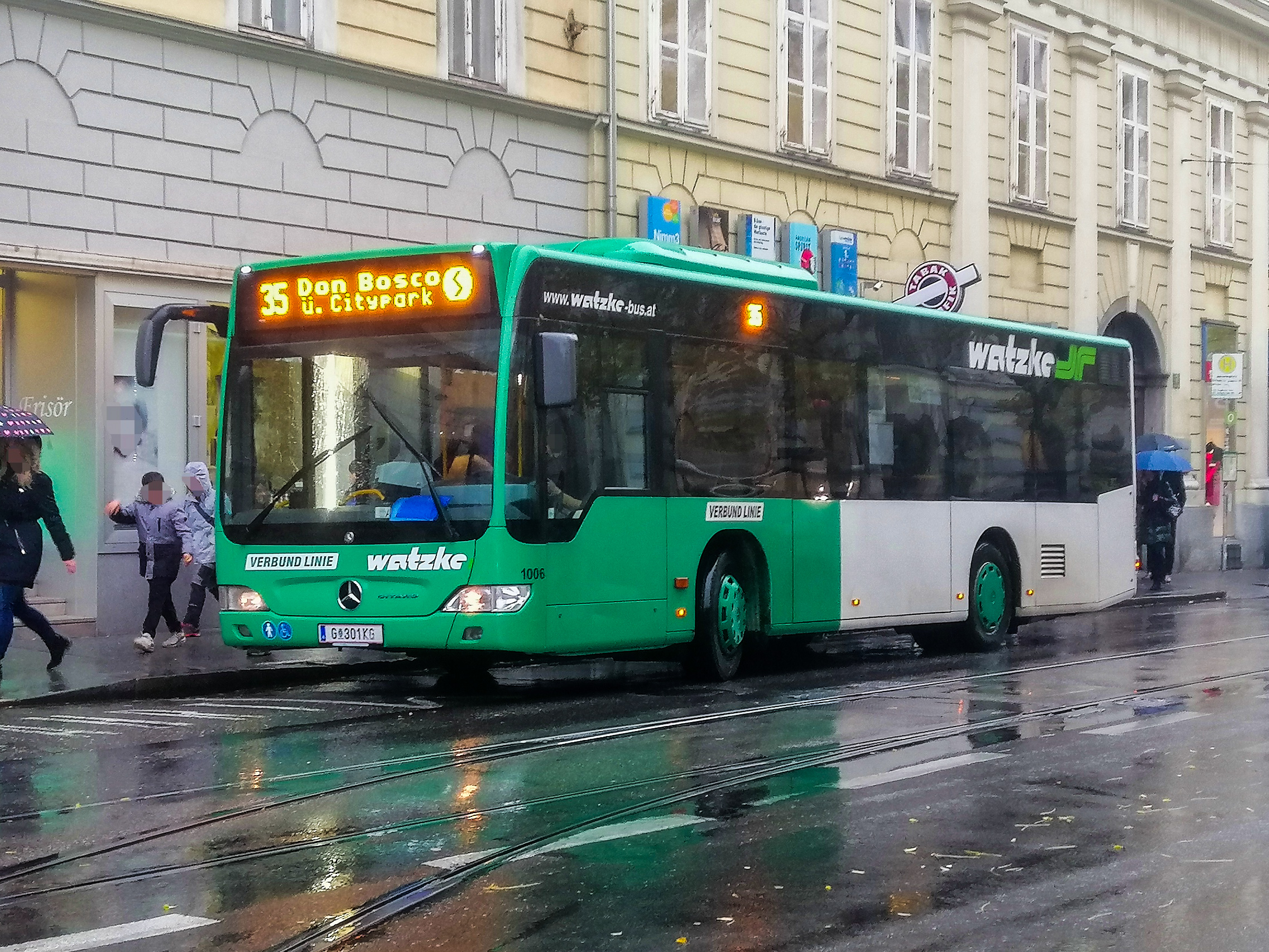
Bis etwa 2019 waren die kurzen Mercedes-Benz Citaro K Facelift im Einsatz.
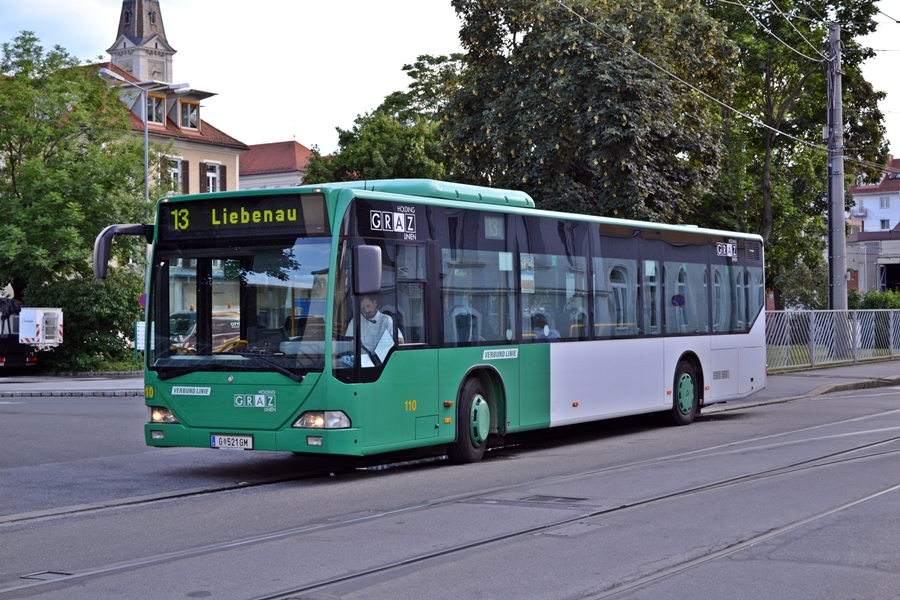
Bis Anfang 2019 fuhren in Graz die Mercedes-Benz Citaro.
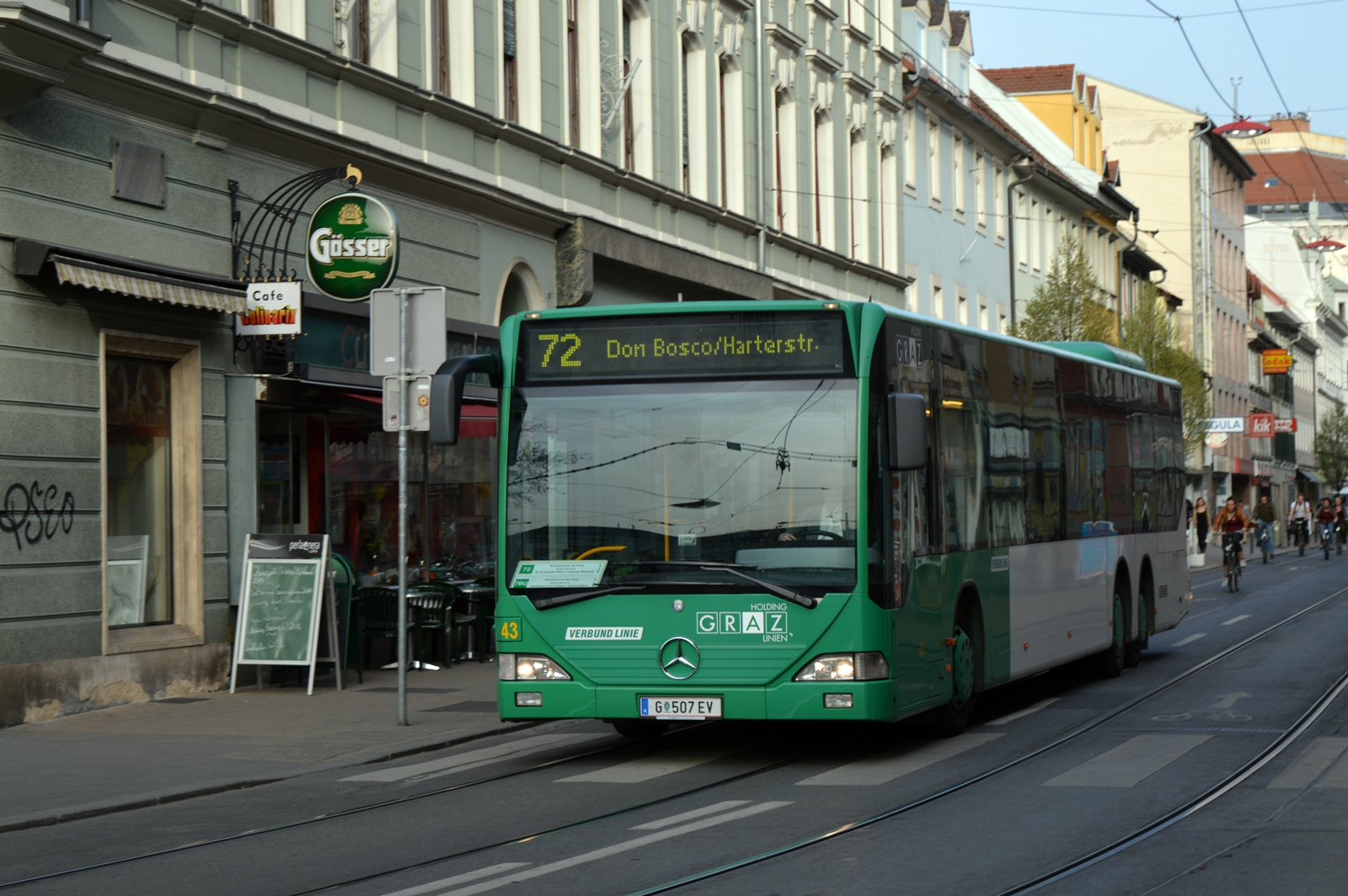
Die Mercedes-Benz O 530 L waren die einzigen und letzten 15-Meter-Busse der Graz Linien.
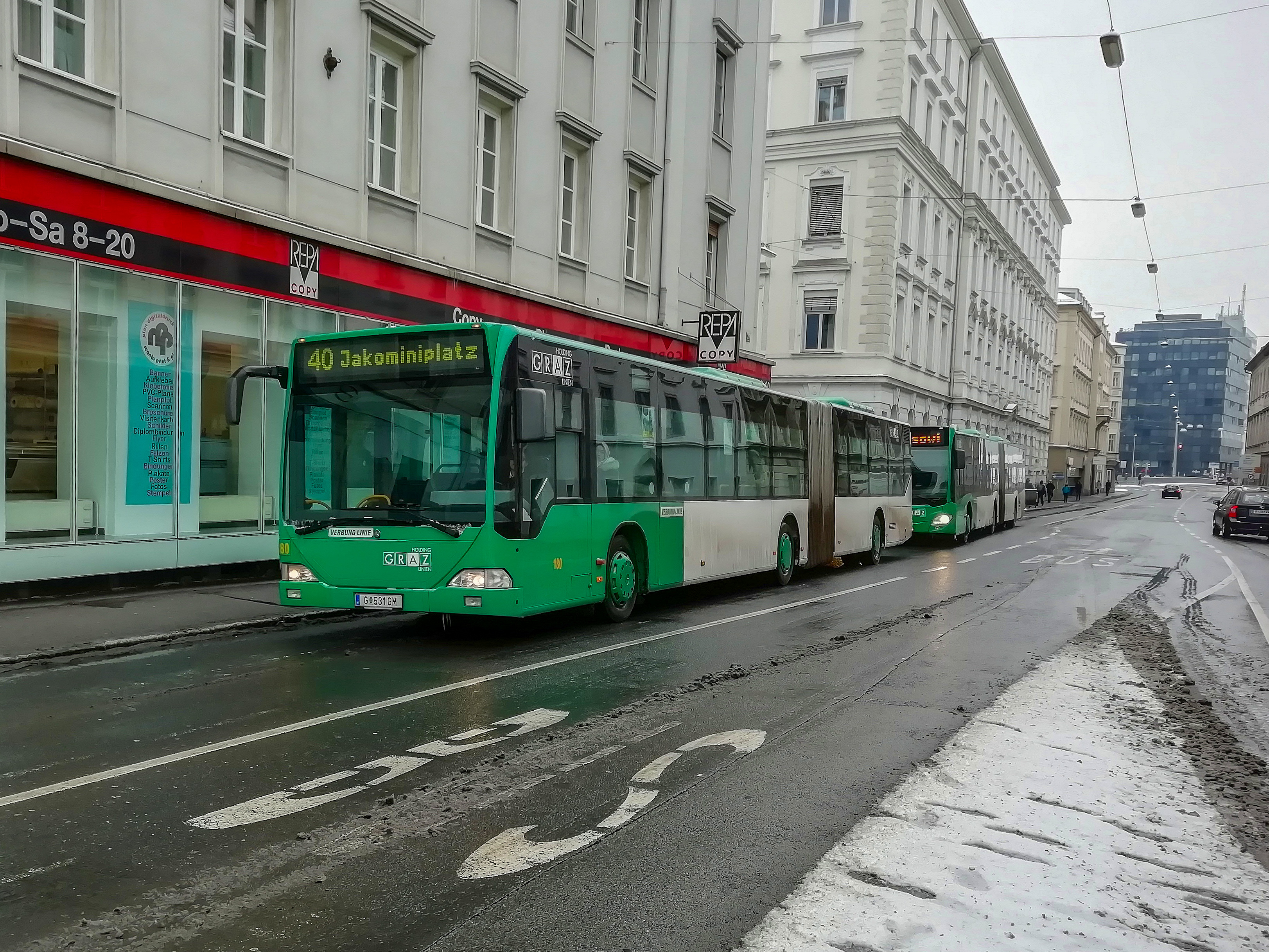
Ebenfalls wegen der langen Betriebszeit wurden die O 530 G ausgemustert.
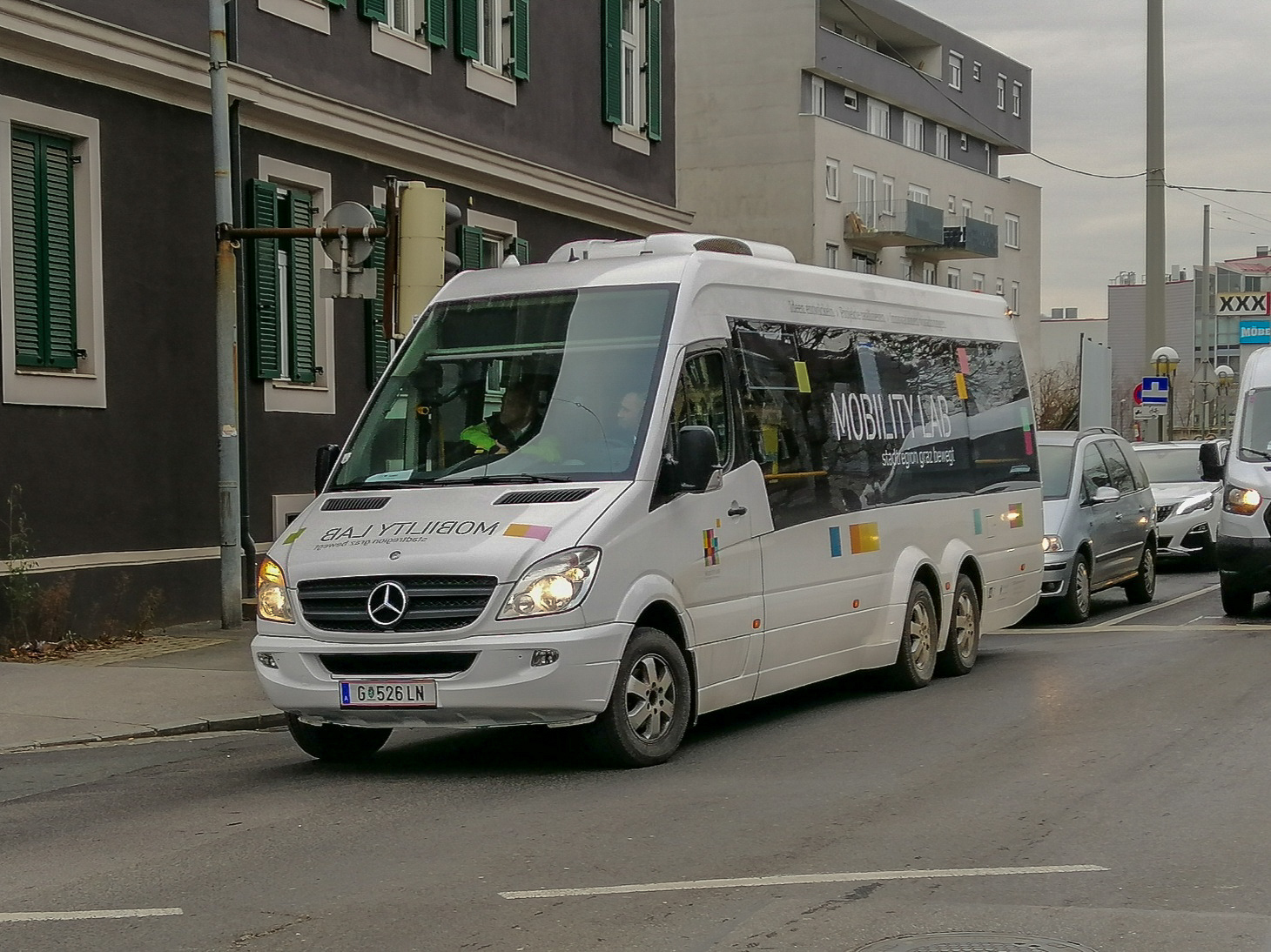
Der Wagen mit der Nummer 9 war anfangs hauptsächlich auf der Linie 30 im Einsatz – später hatte der Bus jedoch keinen Nutzen mehr.
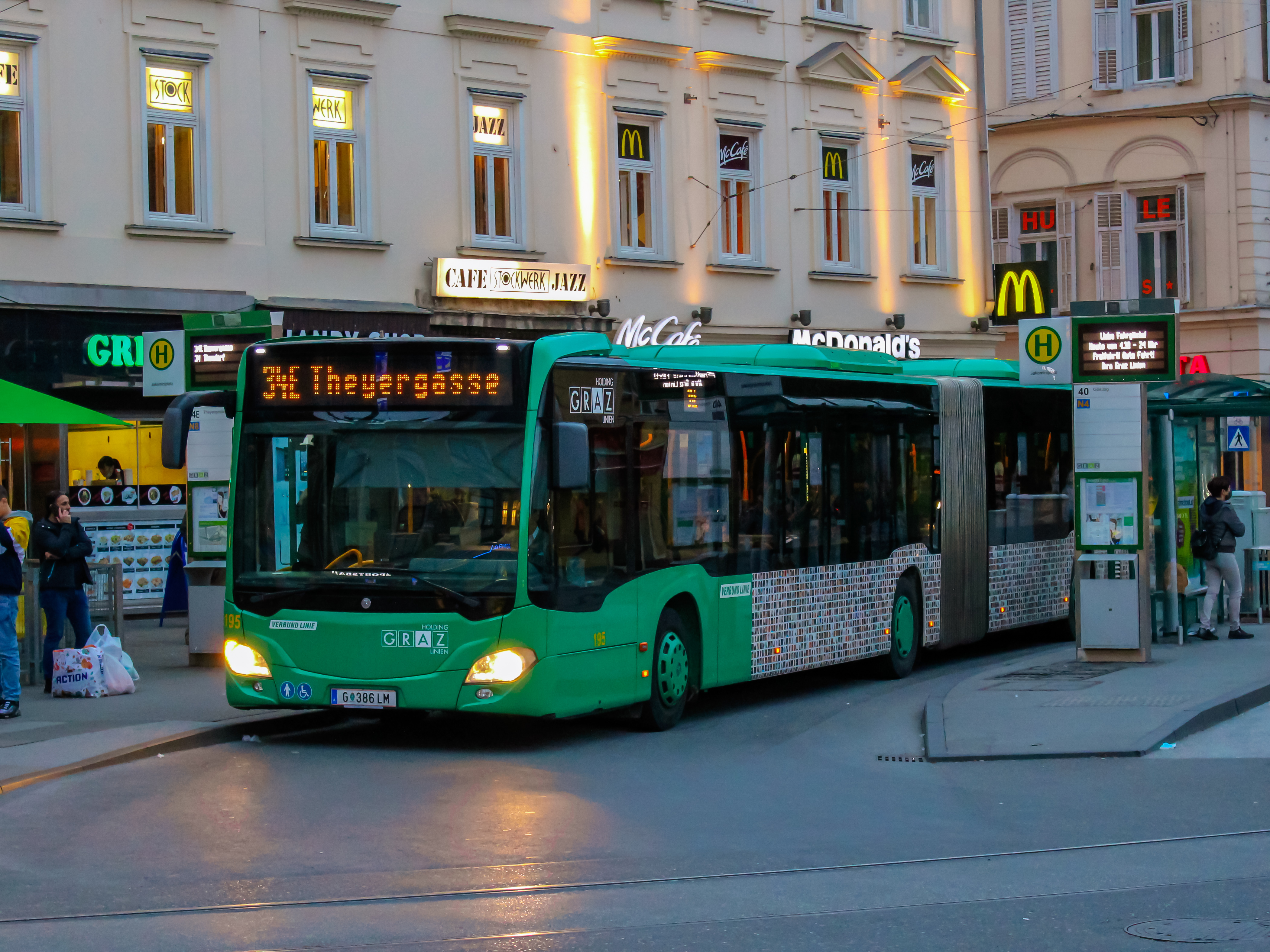
Von 2013 bis 2024, setzten die Graz-Linien-Busse mit der Antriebsnorm „EEV“ (Enhanced Environmentally Friendly Vehicle) ein.

## Weitere Busunternehmen im Stadtverkehr

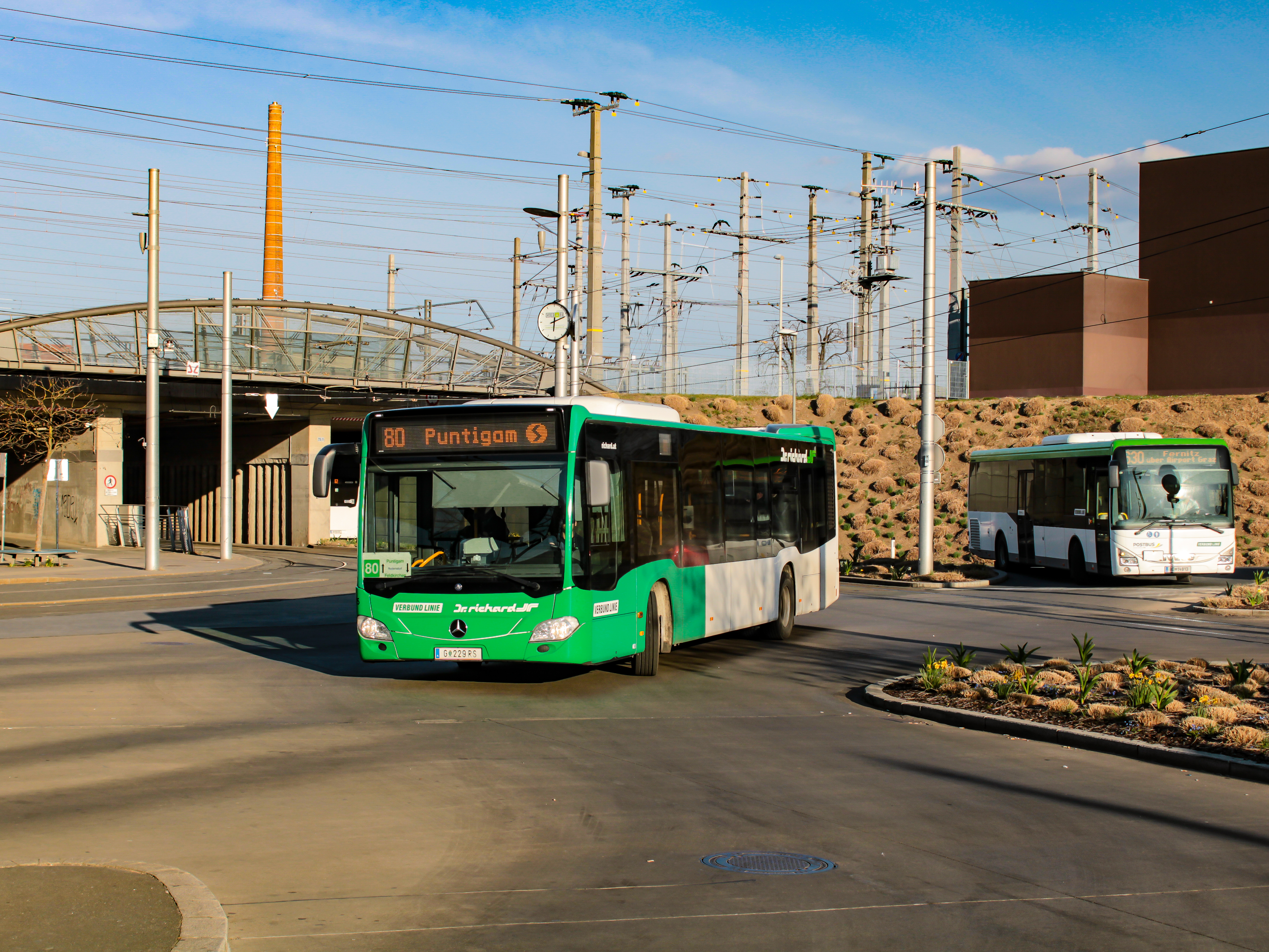
Stadtbus von Dr. Richard Steiermark

### Dr. Richard Steiermark

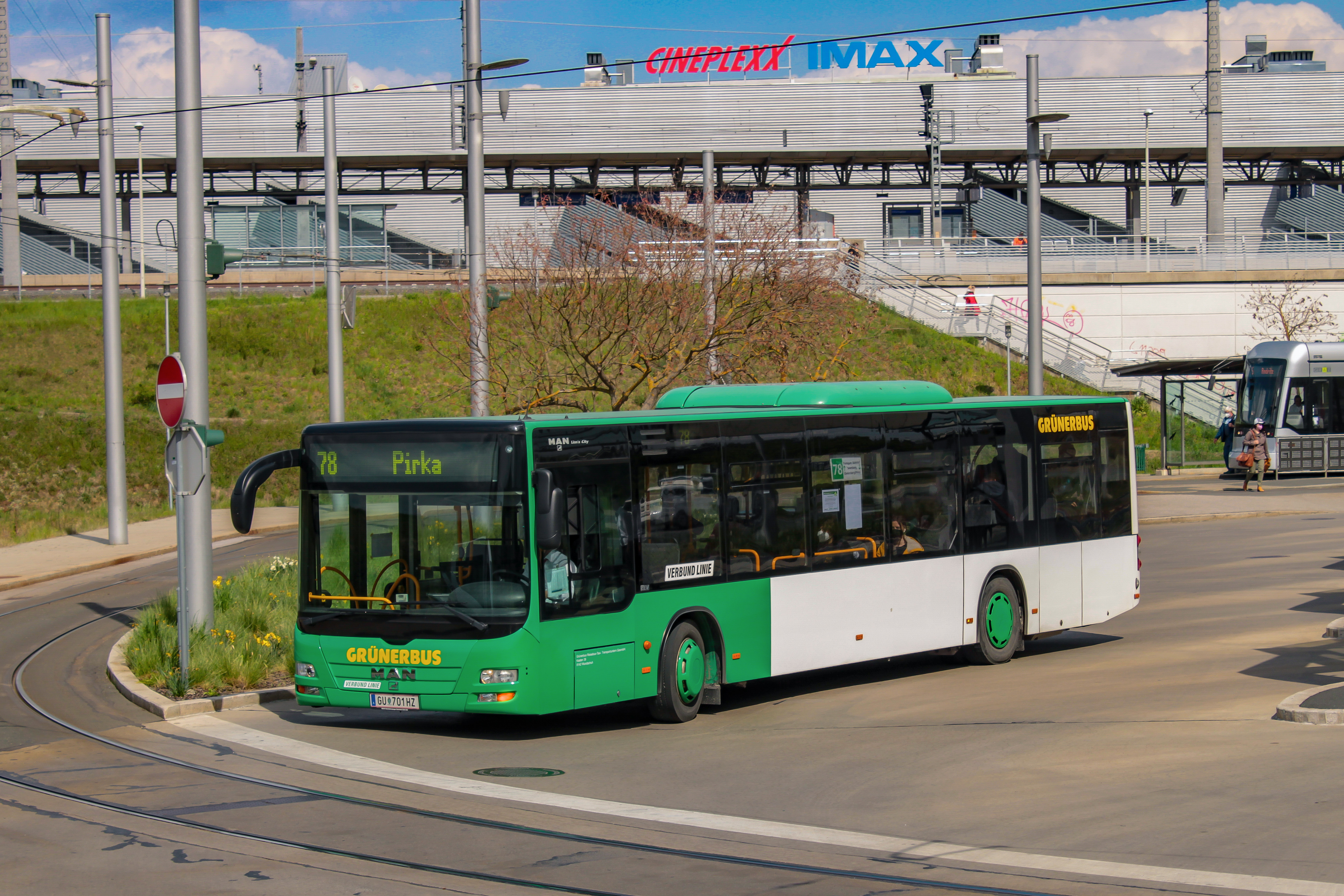
Lion’s City von Grünerbus

Dr. Richard Steiermark (bis Frühjahr 2022 als Watzke) ist im Stadt- und Regionalverkehr in der Steiermark tätig. Im Raum Graz fährt Dr. Richard unter anderem im Stadtverkehr auf den Linien 30, 35, 61, 68, 69, 72, 73U, 74, 75(U), 76U, 78 und 80. Zusätzlich ist Dr. Richard in sehr seltenen fällen als Schienenersatzverkehr unterwegs, etwa bei Bus- oder Personalmangel. Solche Vorkommnisse waren bisher allerdings alles Einzelfälle (z. B. im Oktober 2020 Schienenersatzverkehr als E1 zwischen Reiterkaserne und Mariatrost).

### Grünerbus
Grünerbus ist ebenfalls im Stadt- und Regiobus-Verkehr tätig. In Graz wird nur die Linie 78 (Puntigam – Gedersberg) gefahren.

### Weiss
Weiss ist seit 2021 nicht mehr im Stadtbusverkehr tätig. Das Unternehmen besaß unter anderem MAN Lion’s City und Solaris Urbino.

### Gersin / Fuchs
Gersin besaß ausschließlich Klein- und Minibusse der Marke Mercedes-Benz Sprinter sowie Volkswagen. Diese wurden auf den Linien 30, 42, 43, 81 und 83 eingesetzt, auf denen die Fahrgastzahlen niedrig waren. Das Unternehmen wurde von der Firma Fuchs übernommen.

### Postbus
Die ÖBB-Tochter Österreichische Postbus AG ist in Graz nur im Regionalbusverkehr tätig. Eine einzige Ausnahme bildet die im Jahr 2019 in Betrieb genommene Linie 66, bei der Postbus die Ausschreibung der Graz Linien gewann.

## Busgaragen

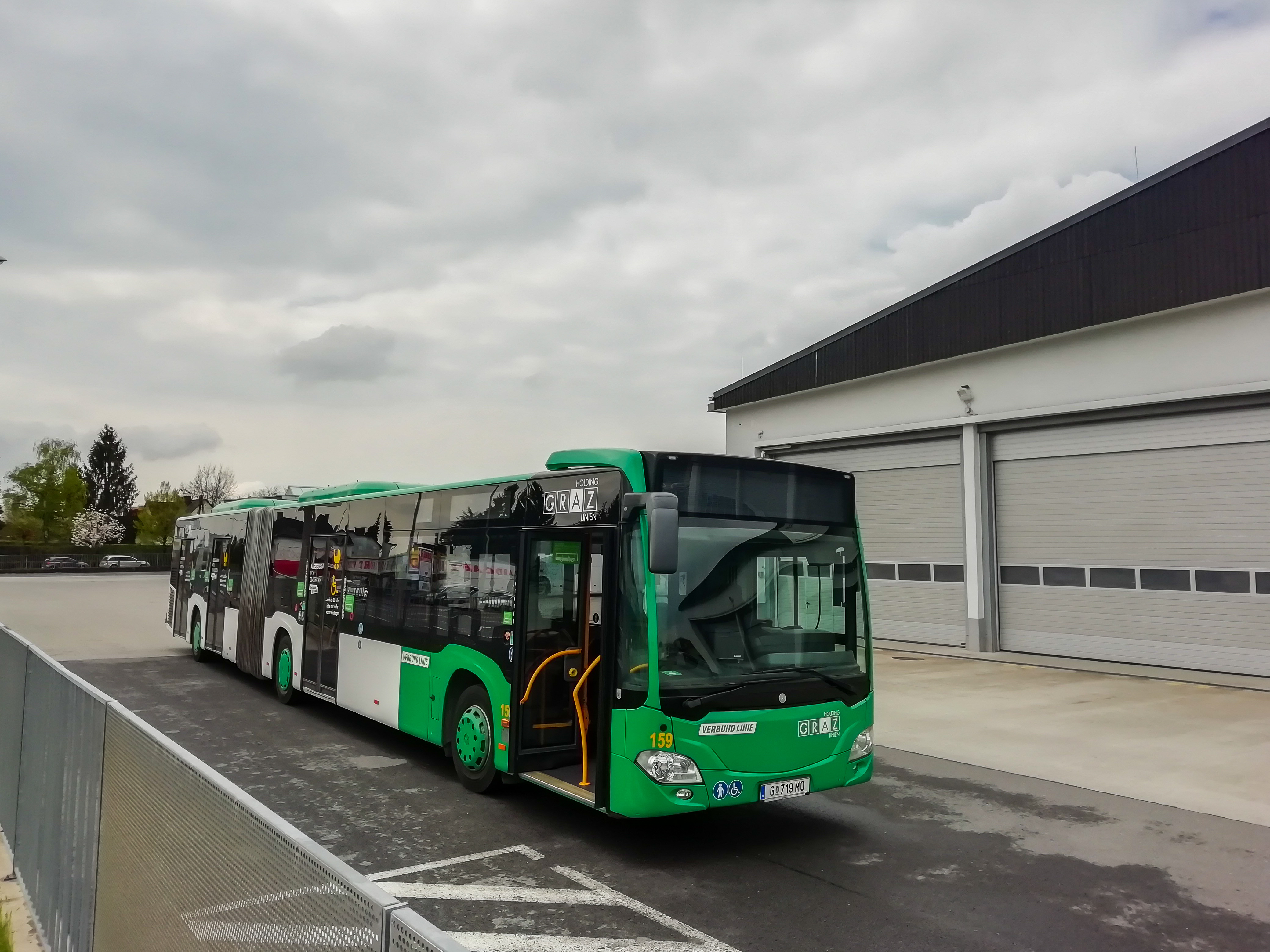
Gelenkbus der Graz Linien im Buscenter

Die Busgarage der Graz Linien, auch Buscenter genannt, befindet sich in der Kärntner Straße 120. Dr. Richard Steiermark hat seine Garage in der Puchstraße sowie in St. Marein bei Graz, diese ist allerdings nur für Überlandbusse angedacht.
Die Verkehrsstelle der Österreichischen Postbus AG für die Region Graz befindet sich in der Hohenstaufengasse.
Die Garage von Grünerbus befindet sich in Wundschuh bei Graz.

Die Busgarage von Gersin befindet sich in Mariagrün, Weiss hat seinen Sitz in St. Georgen bei Leibnitz. Eine zweite Garage gibt es neben der von Watzke, ebenfalls in der Puchstraße.

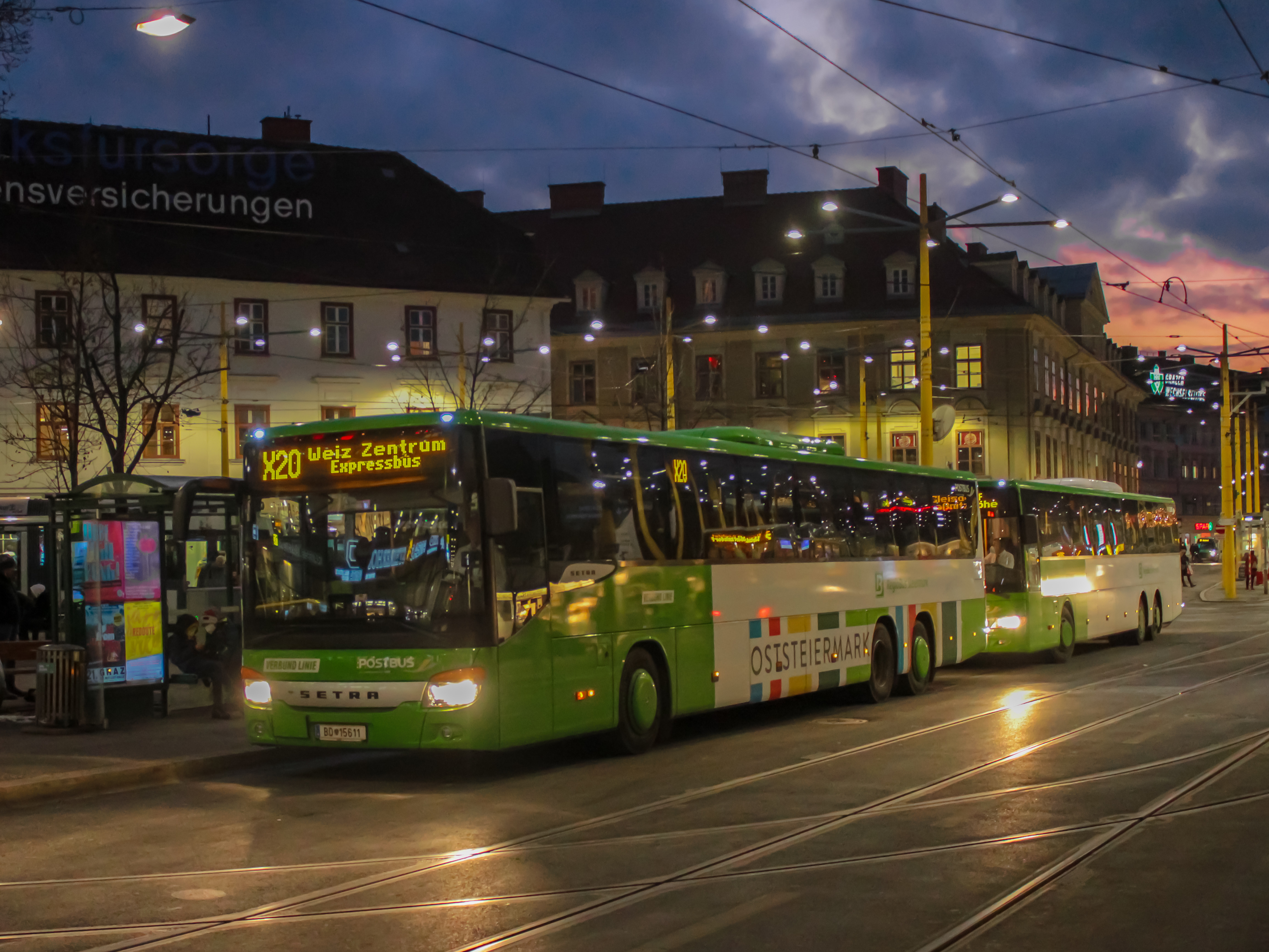
Ein Expressbus in Graz

## Regionalbusse
Graz ist an das Regionalbusnetz der Verbundlinie angeschlossen. Der Regionalbus- und Expressbusverkehr in Graz wird hauptsächlich von der Österreichischen Postbus AG betrieben, aber auch von Watzke. Weitere Unternehmen sind zum Beispiel Weiss oder Grünerbus. Die Regionalbusse in Graz haben eine dreistellige Liniennummer, die systematisch nach Korridoren verteilt werden. So stehen die Liniennummern ab 100 für den Korridor Gratkorn, 200 für Weiz, 300 für Hartberg etc. Eine Ausnahme bilden Expressbusse: Diese sind zweistellig und haben die Ziffer des Korridors an der Zehnerstelle statt der Hunderterstelle und davor ein „X“, z. B. X50 oder X81.

## Galerie

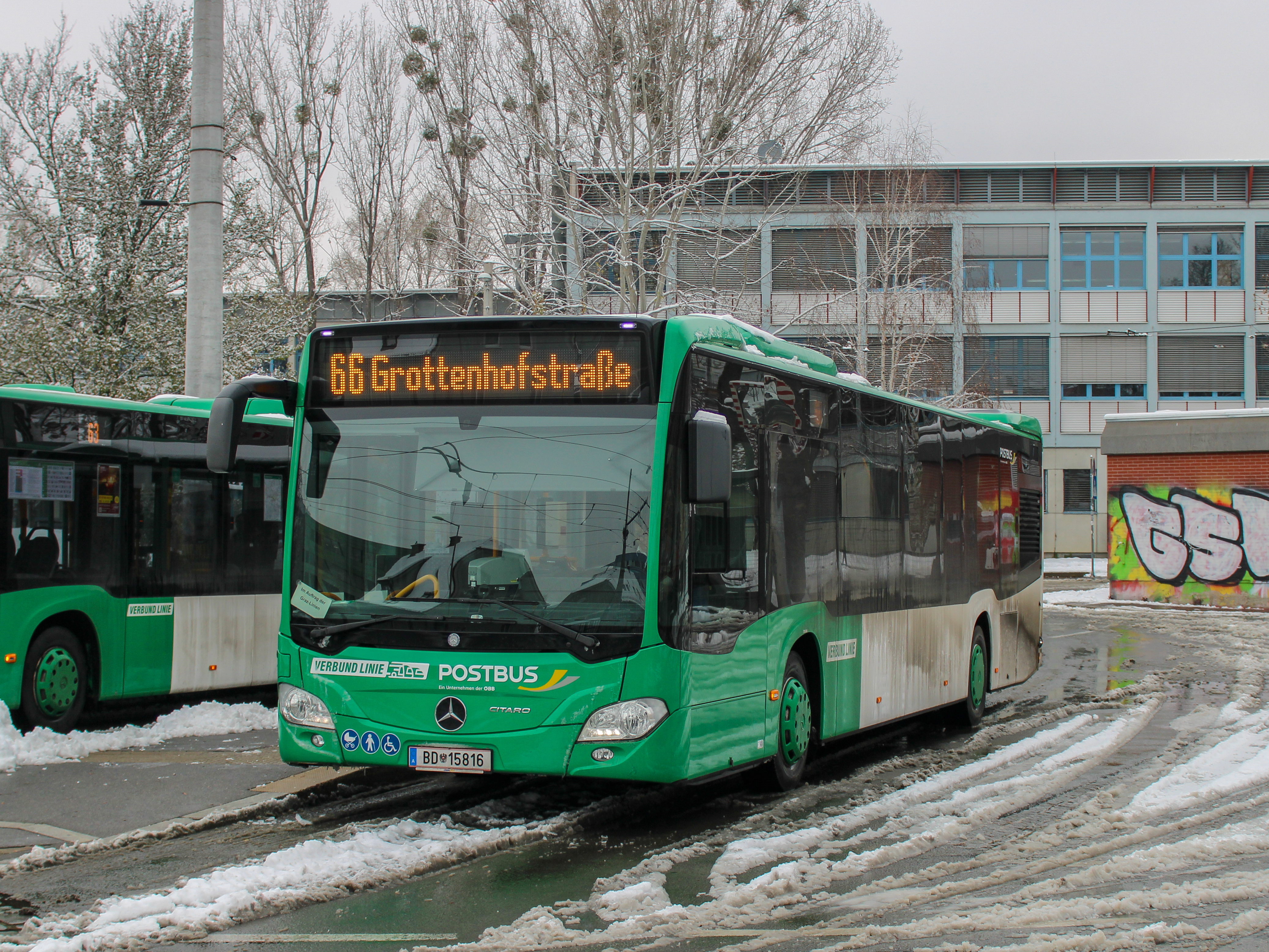
Das typische Stadtbus-Design in Graz
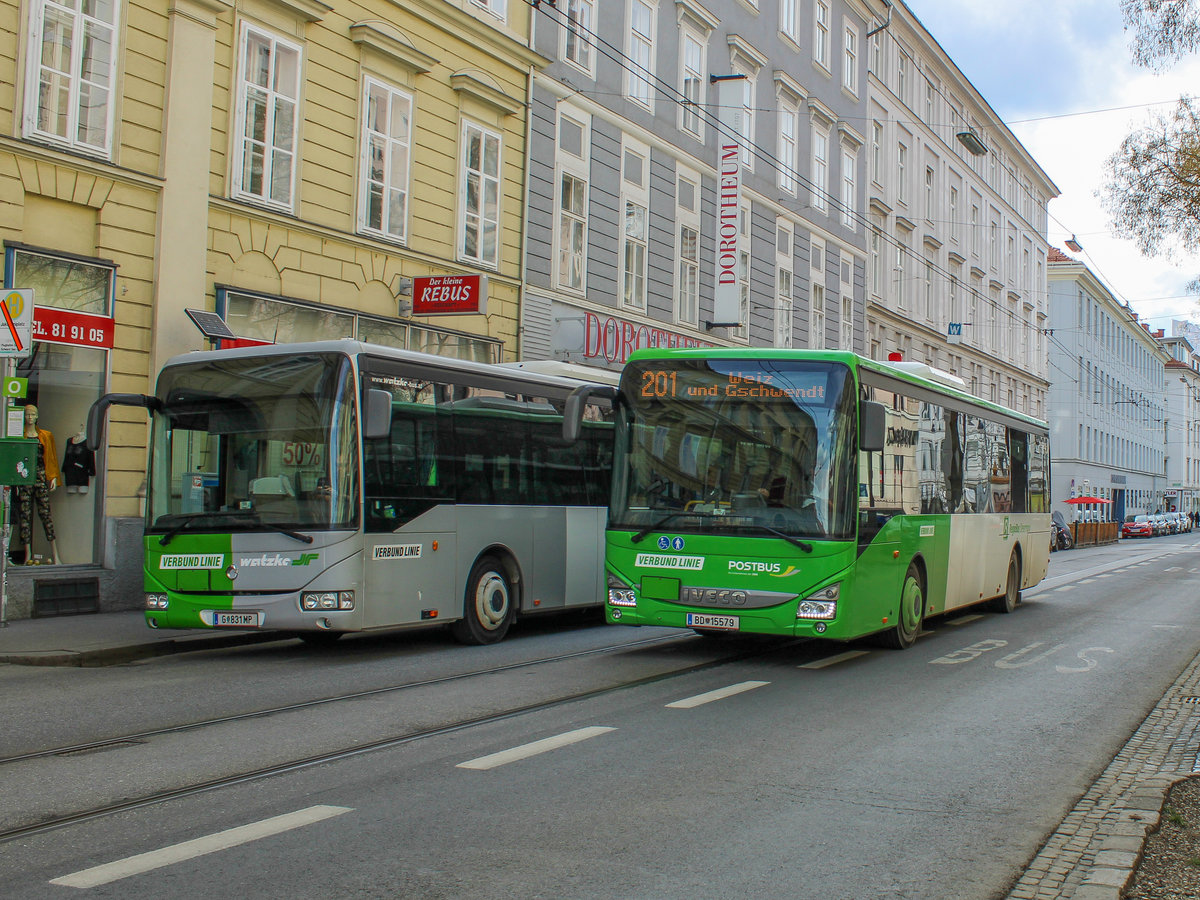
Alte Regiobus-Design (links) und neues (rechts) in der Verbundlinie
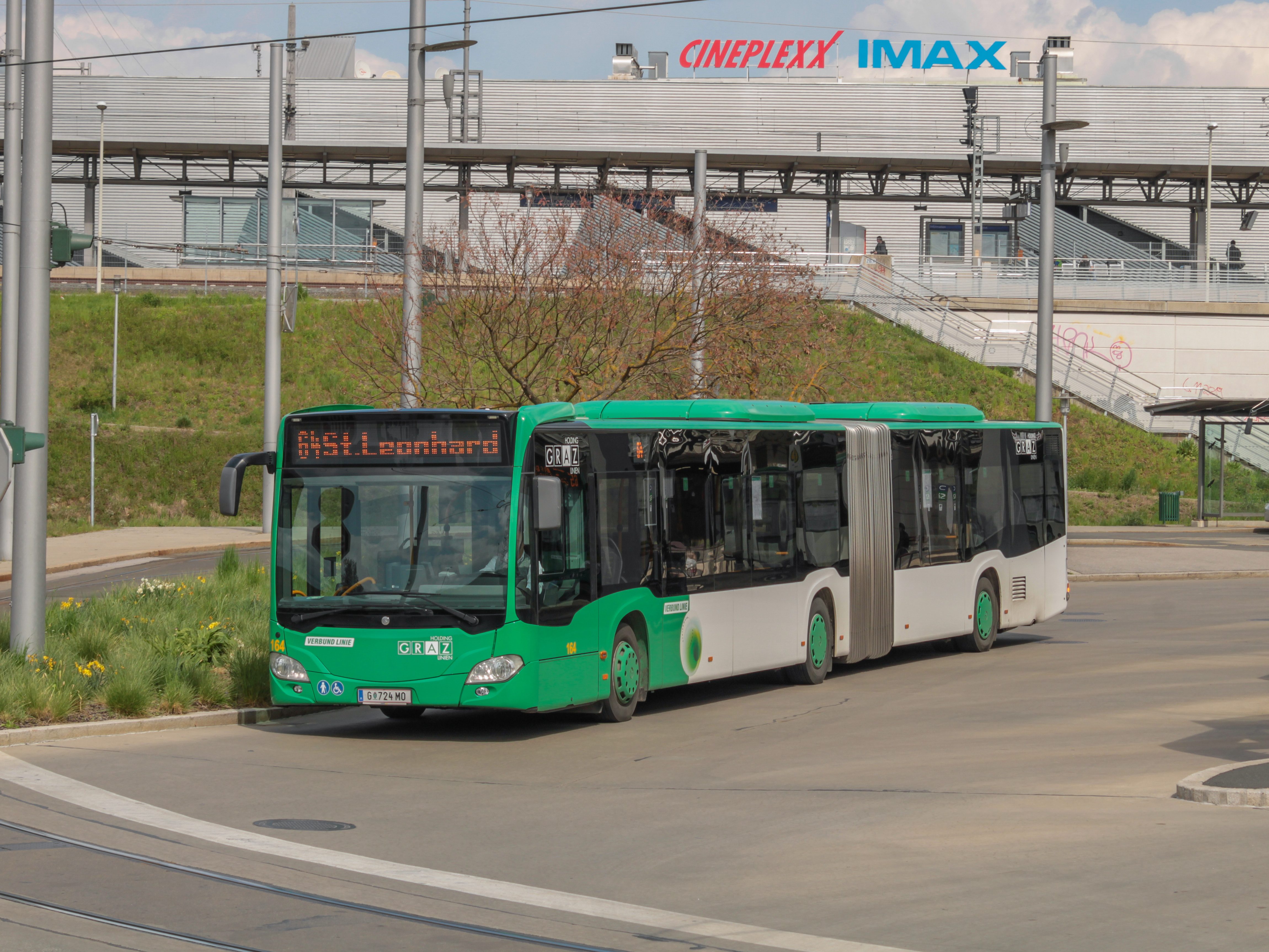
Ein Gelenkbus der Graz Linien
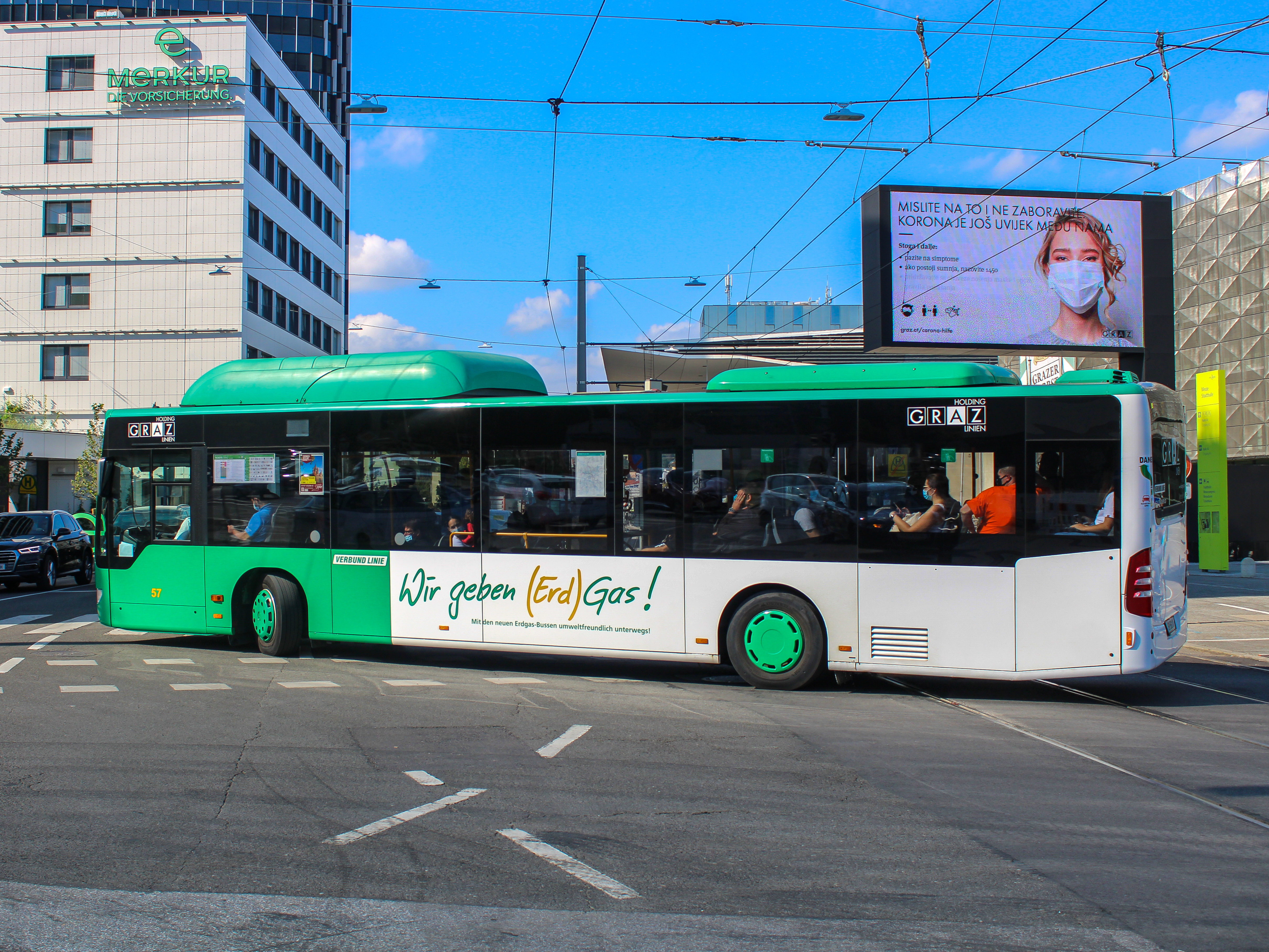
Ein bereits ausgemusterter Erdgasbus der Graz Linien
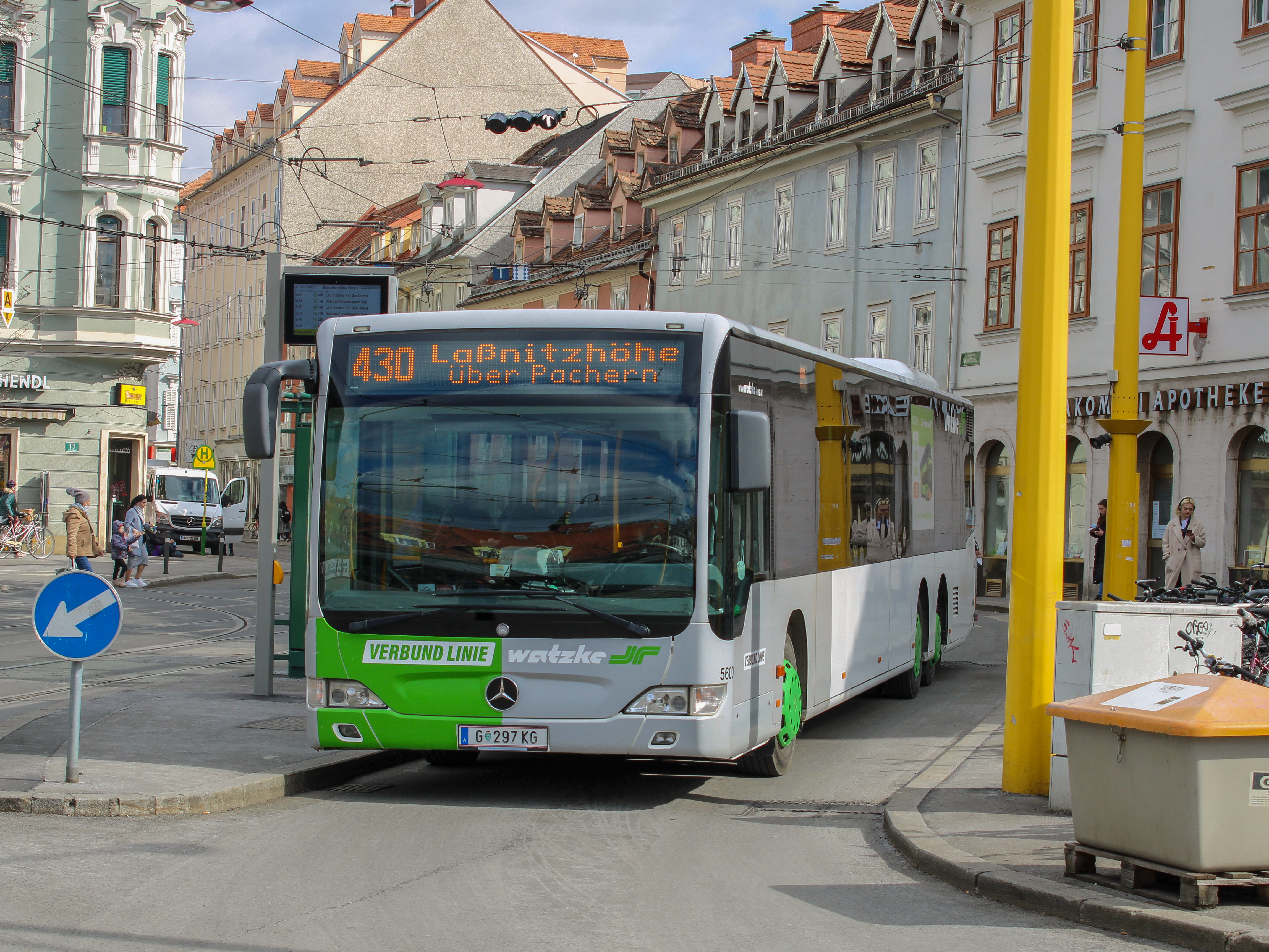
Das ehemalige steirische Regiobus-Design
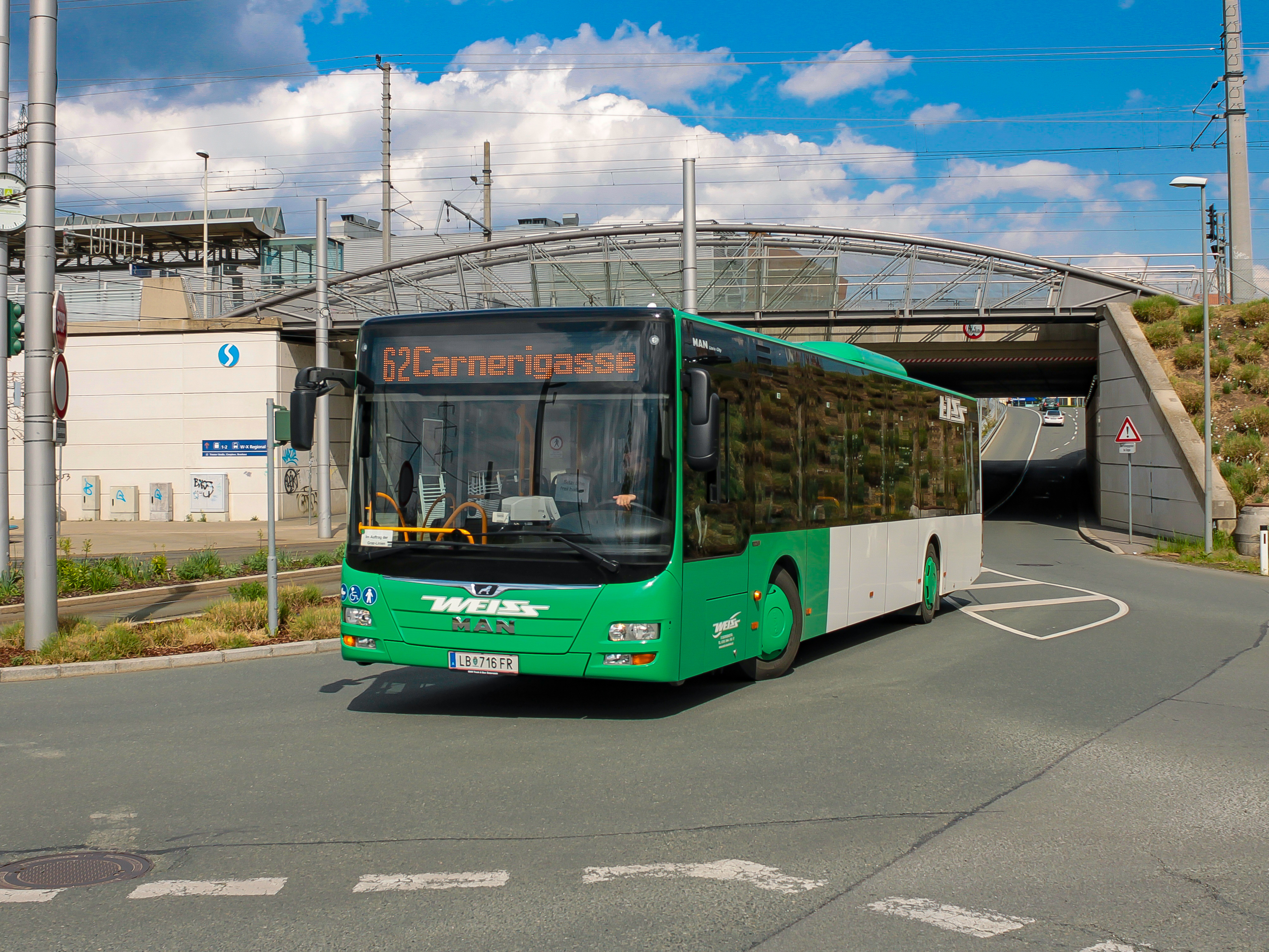
Ehemaliger Stadtbus von Weiss
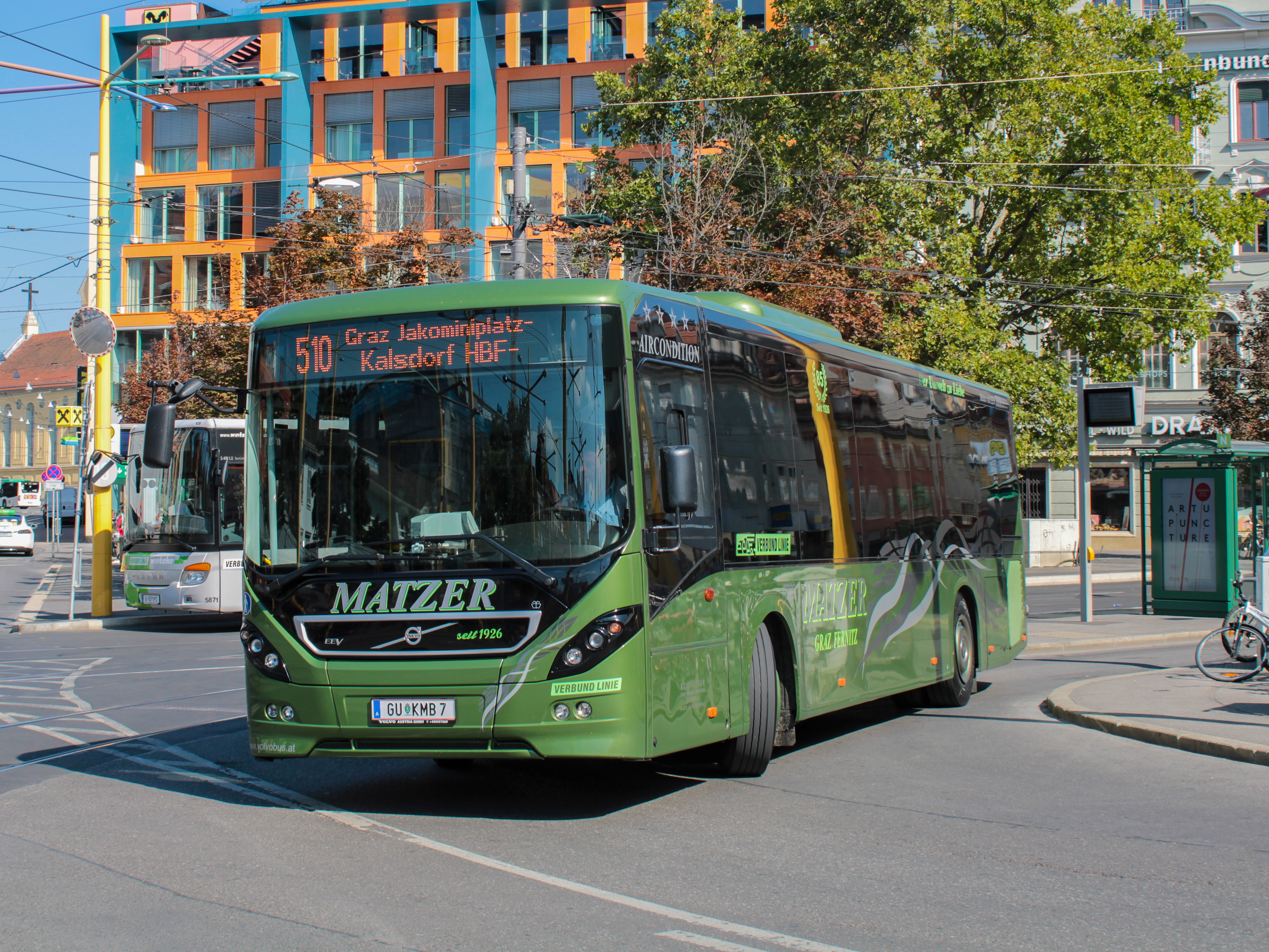
Überlandbus von Matzer